# Манул
Манул (лат. Otocolobus manul; від монг. мануул, «дикий кіт») — хижий ссавець родини котових (Felidae), представник малих кішок (Felinae). Зовнішністю і розмірами схожий на свійську кішку, але відрізняється коротшими коренастим тулубом і лапами, а також довгим густим хутром. Довжина голови й тулуба становить від 46 до 65 см, довжина хвоста — від 21 до 31 см, маса становить 2—5 кг. Хутро манула, що є найпухнастішим і найгустішим серед котових, має своєрідне нерівномірне забарвлення, причому основу в ньому зазвичай становить сірий колір, від темнішого до світлішого, а також домішка рудуватої чи охристої барви.
Манул живе на великому, але шматованому просторі в Азії: від Західного Ірану й Вірменії, Середньої Азії і деяких областей Сибіру до Забайкалля, Монголії та Тибету. Загальна чисельність становить 58 тисяч особин, найбільша популяція, як вважається, проживає біля Монголії.
Манул живе в безлісних, посушливих областях із різко континентальним кліматом: у горах, степах і напівпустелях, де випадає мало снігу. Манул не пристосований до швидкого бігу, але добре маскується. Притулок влаштовує в ущелинах скель або норах інших тварин. Харчується переважно пискухами та іншими гризунами. У дикій природі розмножується раз на рік, вагітність триває 60—75 днів. Кошенята народжуються навесні, в приплоді найчастіше 3—4 кошенят, котрі за 4—5 місяців стають самостійними і залишають матір.
Вперше цей вид описав 1776 року пруський зоолог Петер-Симон Паллас, який спостерігав манула на узбережжі Каспійського моря. Його внесли до Червоного списку Міжнародного союзу охорони природи як вид в найменшій загрозі, але в минулому мав стан близький до загрозливого; також його включили до Червоних книг різних країн. Деяким популяціям загрожують браконьєрство, скорочення кормової бази через програми боротьби з гризунами, а також фрагментація оселищ внаслідок антропогенних чинників. Манул вивчений досить погано через свою скритність і малу чисельність. У зоопарках манул міститься з початку 1950-х років, а розмножується — з 1960-х. На 2020 рік у зоопарках Європи міститься тільки близько 100 особин.
Родова назва Otocolobus походить від грецького us, otos — «вухо» і kolobos — «потворний», тобто «потворне вухо», а «манул» має монгольське походження.

## Зовнішній вигляд

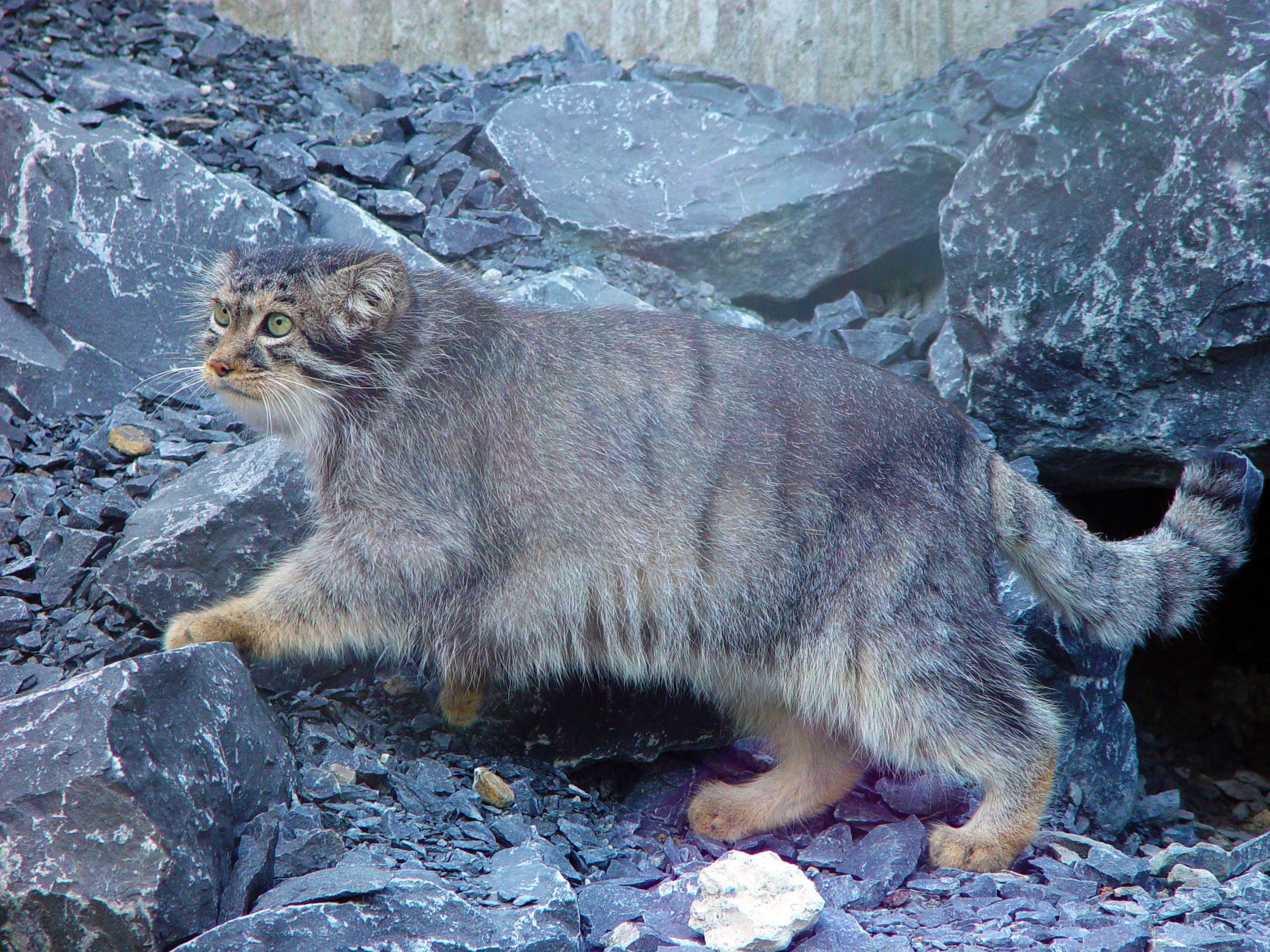
Манул в зоопарку Цюриха, 2006 рік

Манул — хижий ссавець родини котових, зовнішністю та розмірами схожий на свійського кота. Довжина його тіла — 45—65 см, довжина хвоста — 21—31 см, висота — 30—35 см, маса — 2—5 кг. Самці трохи більші, ніж самки.
Манул має досить своєрідний вигляд — він має короткі та товсті лапи, а тіло загалом виглядає дебелим через пишне хутро. Хвіст рівномірно широкий і пухнастий, із округлим кінчиком. Голова манула невелика, куляста, на щоках ростуть пучки подовженого волосся, схожі на бурці. Вуха мають невеликий розмір, округлу подобу, посаджені низько і широко розставлені. Очі великі, близько і високо розміщені. Ймовірно, така будова голови дає манулу перевагу при полюванні, дозволяючи краще приховуватись перед нападом і показувати лише невелику частину тіла при вистежуванні здобичі (див. нижче[⇨]). Кігті гострі, сплюснуті з боків, можуть втягуватися.
Очі манула мають жовтий колір, зіниці при яскравому світлі залишаються круглими, на відміну від котів, у яких вони стають щілиноподібними. Серед котових таку ж особливість мають представники пум, пантер і гепардів. Щодо манула невідомо, чому цей вид має круглі зіниці.
Для манула властиве низьке, грубе нявкання, більше схоже на гавкіт, ніж на крик свійських котів. При роздратуванні манул хрипко бурчить чи пирхає; може муркотіти як домашні коти, коли пеститься.

### Шерсть і забарвлення

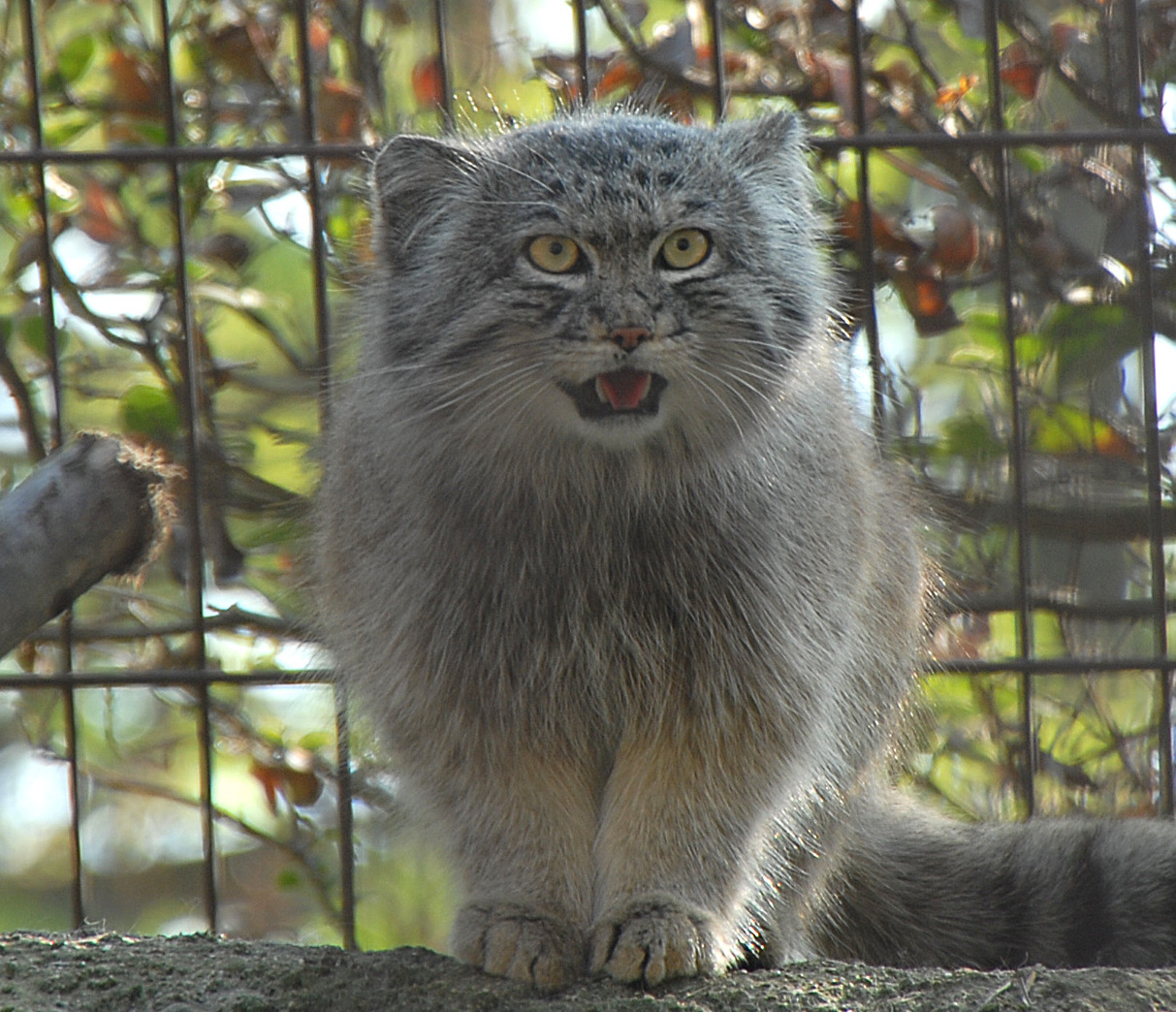
Манул у зоопарку Парижа, 2012 рік

Шерсть у манула м'яка, найпухнастіша і найгустіша серед котових; частково через нього манул виглядає досить масивним і присадкуватим. Максимальна густота волосків — до 9 тисяч на см² — на спині; на нижній частині тулуба хутро рідкіше — 800 волосків на см². Довжина напрямного волосся може досягати 70 мм, причому найбільша довжина волосся на нижній частині тулуба, а на спині волосся вдвічі коротше: це пояснює можливість манула повзати холодною землею і лежати на ній. Товщина волосся від 17 мікронів для пухового волосся до 93 мікронів для напрямного волосся на спині. Влітку шерсть стає рідшою, ніж взимку.
Забарвлення хутра манула нерівномірне, основу в ньому становить сіра барва, від темнішої до світлішої, а також домішка рудуватої або вохристої. Оскільки волоски мають білий колір поблизу кінчиків та чорний — на самих вершках, то складається враження білого, ніби крижаного нальоту на шерсті, і слабшого — чорного. Колір хутра на спині — сіріший, а з боків — вохристіший, найяскравіший вохристий колір спостерігається біля пахв і з боків шиї.
Одна з особливостей забарвлення манула полягає в тому, що по хребту не проходить виразна темна смуга, притаманна для кішок, спостерігається лише поступове потемніння до хребта. На спині манула, зазвичай у задній частині тулуба, є 6—7 поперечних темних смуг, найпомітніші на літній шерсті, ширина котрих становить приблизно один сантиметр. Вони можуть мати різний колір та різну довжину.
Хвіст має сірий колір, крім чорного кінчика і темних поперечних (сповивальних) смуг, яких зазвичай 7 штук. Ноги загалом мають сірий колір, як спина і боки, з внутрішньої сторони — ясніший. Нижня частина стоп — вохриста. Між пальцями шерсть коротка і не закриває подушечок. Передня частина живота переважно бура, волоски мають білі кінчики. Задня частина живота, груди і горло мають брудно-білий колір.
Верхня частина голови має сірий колір і всіяна чорними цятками. Навколо очей — область білого кольору, на підборідді і на нижній частині губ шерсть також біла, на верхніх губах — біла з іржавим відтінком. Бурці мають білий колір біля основи та чорний — на кінцях. Верхня частина носа біла. Від очей через щоки йдуть по дві чорні смуги: верхні продовжуються до вух, нижні проходять під вухами і продовжуються до шиї, решта щік до очей і вух — біла. Вібриси білого кольору.
Глибокі частини хутра за забарвленням схожі на такі, як у барханного кота. Здебільшого саме забарвлення глибоких частин хутра визначає зовнішній вигляд та колір різних частин тіла. Манул має досить сильну особисту мінливість забарвлення: наприклад, зустрічаються особини переважно охристого кольору, причому особини різного забарвлення локалізовані географічно.

### Скелет

Бакулюм манула, зліва направо: верхня, бічна та нижня сторони

Морфологічні ознаки скелету помітно відрізняються від таких у інших дрібних котових. З одного боку, скелет виявляє плезіоморфні ознаки, а з іншого боку, наприклад, улаштування зубної системи спеціалізованіший до поїдання м'яса, ніж в інших котових, а будова вушних бульбашок — до проживання в пустелі.
Атлант дуже короткий, має маленькі крила, максимальна ширина складає 36,5 мм. Епістрофей високий і короткий. Трубчасті кістки маленькі та тонкі. Лопатка вузька. Плечова кістка має довжину близько 99—102 мм, ліктьова приблизно на 10 % довша. Довжина стегнової кістки — 101—108 мм, великогомілкова на 4 % довша. Бакулюм має подобу невеликої подовженої кістки, його довжина становить 3 мм. Основа трохи розширена, на ній знаходиться слабко виражений середній виступ.
Череп манула округлий, високий, має невеликі розміри — його найбільша довжина становить 87—95 мм для самців і 84—96 мм для самок, вилицева ширина — 66—74 мм для самців і 65—68 для самок. Виличні дуги широко розставлені, кісткове піднебіння коротке. Вушні бульбашки мають невеликий розмір і здуті. Череп манула схожий на череп барханного кота, але манулові ознаки котячого типу виражені сильніше і взагалі якнайбільше.
Зубна формула для манула — {\textstyle I{\frac {3}{3}}C{\frac {1}{1}}P{\frac {2}{2}}M{\frac {1}{1}}=28}. Другі передкорені зуби відсутні, верхні ікла щодо великої довжини, хижі зуби не довгі, але досить масивні.

## Розповсюдження і чисельність
Манул поширений територією Азії. Західна межа його ареалу — Західний Іран. В Ірані вид зустрічається переважно у горах Загрос й Ельбурс. Також повідомляється про спостереження манула у Вірменії, а в минулому він також мешкав на найбільш північно-східній околиці Туреччини, в Азербайджані та, можливо, у Північному Іраці.
У Середній Азії манул зустрічається в Центральному і Східному Казахстані, а також у деяких регіонах Киргизстану та рідко — в Туркменістані, у Копетдаґу. До 1960-х років зустрічалися свідчення про його проживання в Узбекистані і Таджикистані. У південно-західній частині ареалу, окрім Ірану, також мешкає у частинах Афганістану, в Пакистані вздовж кордону з Афганістаном. Манул також поширений землями Монголії й у Китаї: на заході і на північному заході країни, зокрема, у Тибетському нагір'ї, а іноді й у Центральному Китаї. На Китай припадає близько половини площі ареалу. В Сибіру вид поширений уздовж кордону з Монголією та Китаєм: переважно на Алтаї, в Туві, Бурятії та Забайкаллі. Також є окремі нечисленні спостереження виду в Непалі, Бутані та Індії, в області Гімалаїв. Так, результатом експедиції, проведення якої у 2019 році було ініційовано National Geographic і Rolex Perpetual Planet Everest, стало виявлення чітких доказів проживання манула у Національному парку «Сагарматха» в Непалі, де розміщена найвища вершина земної кулі Еверест (Джомолунгма). Про це було повідомлено Wildlife Conservation Society та National Geographic в журналі Cat News. Протягом чотирьохтижневої експедиції, вчені зібрали зразки навколишнього середовища з двох місць на висоті 5110 і 5190 метрів над рівнем моря за 6 км одне від одного на території Національного парку «Сагарматха» на південному схилі гори Еверест. ДНК-аналіз посліду підтвердив, що два манули живуть на Евересті і перетинаються на цій території з червоною лисицею. Також дослідники виявили сліди ДНК пискухи та гірської ласки, на яких полює манул.
Крім того, є декілька областей, в яких сучасні спостереження манула нечисленні або відсутні, але вони вважаються придатними для проживання цього виду: це, наприклад, гірський хребет Баба в Афганістані, степи Внутрішньої Монголії і Куньлунь в Китаї, а також Памір і Тянь-Шань у Таджикистані, Киргизстані та Китаї. Ареал виду широкий, але сильно пошматований і поділений на окремі осередки, що пояснюється його стенотопністю (див. нижче[⇨]).
Вважається, що найчисельніша популяція манула знаходиться у Монголії. Визначення загальної кількості особин є складним, сучасна оцінка цієї кількості становить близько 58 тисяч. При цьому чисельність окремих популяцій доволі сильно і різко коливається з часом: скорочується під час несприятливих зим, а згодом швидко відновлюється, та у реченці 1—2 років може змінитись на порядок. Наприклад, в Забайкальському краї з середини XX століття спостерігалися коливання чисельності від менш ніж 3 тисячі особин до 25 тисяч.

## Біологія та екологія

### Середовище проживання
Манул мешкає в безлісих, посушливих областях з різко континентальним кліматом: в горах, степах і напівпустелях. У гори манул піднімається в середньому до 4800 м, максимальна зареєстрована висота проживання — понад 5500 метрів на Тибетському нагір'ї.
У місцях проживання манула температура взимку може досягати −50 °C, але оскільки манул погано пристосований до переміщення пухким снігом, він селиться там, де товщина снігового покриву не перевищує 10 см, максимум — 15—20 см. Для проживання манула також необхідна наявність чагарників та скельних ділянок, де тварина може ховатися під час полювання і влаштовувати притулки, — на відкритих ділянках манул не селиться. Типовий ландшафт, що підходить для манула, — схили гір і височин або краї низин, пересічені балками. Крім того, поширеність манула безпосередньо залежить від кормової бази: до типових жертв манула приходяться гризуни і зайцеподібні, які не проводять зимову сплячку, а найчисленнішим манул є там, де мешкає багато пискух або щурів. Таким чином, манул досить стенотопний, тобто пристосований тільки до певного довкілля, що і пояснює пошматованість його ареалу.
Типове місце існування манула в Ірані — горбистий чагарниковий степ, зі скелястими виходами та рідкісними деревами, але в цьому регіоні манул часто мешкає і в інших умовах. На території Афганістану манул зустрічається на посушливих плато і в горах з кам'янистими долинами. У Середній Азії манул мешкає переважно в горах та передгір'ях. Полюбляє мілкі сопки, міжгірські улоговини, особливо з чагарниками, останцями та чинками, з кам'яними розсипами та скельними розколинами. У Тибеті манул зустрічається в напівпустелях, а в Цинхаї віддає перевагу альпійським лукам. Вважається, що в подібних ландшафтах манул частково захищений від хижаків, які можуть становити загрозу для тварини.

### Поведінка
Манул веде поодинокий, переважно осілий спосіб життя. Активний переважно у сутінках і рано вранці; вдень спить в укритті, але влітку може бути активним і вдень. Лігво влаштовує в ущелинах скель — у невеликих печерах чи серед каміння — та в норах інших тварин, наприклад, бабаків, лисиць та борсуків. В укритті манула може знаходитися підстилка із засохлого листя і стебел, пташиного пір'я і шкурок гризунів, також у сховищах можна виявити залишки здобичі, яку кішки приносили кошеням. Притулок манул використовує протягом усього року.
Розміри «домашньої» території однієї особини досить великі для тварини таких невеликих розмірів: для самок — від 7,4 до 125 км² (в середньому 23 км²), для самців — від 21 до 207 км² (в середньому 98 км²), причому території окремих самців та самиць перетинаються. Середня щільність розселення становить близько 4 особин на 100 км², хоча в деяких областях, наприклад, Даурії, може досягати 100 особин на 100 км². Відомі випадки, коли окрема особина переходила великі відстані, до більш ніж 170 км. На можливість далеких переміщень манула вказує і те, що його можна зустріти в місцях, невластивих для постійного проживання, наприклад, там, де багато снігу. Найчастіше такі переходи відбуваються, коли скорочується кормова база.
Манул не пристосований до швидкого бігу та сам по собі він — найповільніший та найнеповороткіший з усіх диких котів. Утім забарвлення манула має виняткові камуфляжні здатності, тож при небезпеці манул воліє приховуватися, ховатися або забиратися на скелі. Манул настільки добре приховується, що цілком велика особина може загубитися з виду людини навіть серед невисокої рослинності, заввишки 5—10 см. Якщо манулу не вдається уникнути переслідування, він лягає на спину і жорстоко обороняється. Стривожений манул хрипко бурчить або різко пирхає.
Манул має злий і незалежний норов. Не приручається, навіть якщо манула приручити кошеням, з віком — він здичавіє.

### Полювання і харчування
Годується манул майже винятково дрібними гризунами і пискухами, причому останні становлять більш ніж половину його раціону: пискухи помітно більші за іншу дрібну здобич, на яку манул полює, тому вони — найкраща жертва для манула за співвідношенням здобичі і витрат енергії на полювання. У раціон манула входять піщанки, полівки, хом'яки і вивірки. У поодиноких випадках, залежно від місця, манули ловлять ховрахів, зайців, їжаків і молодих бабаків; можуть ловити дрібних птахів, наприклад, жайворонків, кекликів і куріпок. Типова маса здобичі становить 50—300 грам. У літню пору манул може харчуватися комахами, особливо прямокрилими, такими як коники. Крім того, спостерігалося поїдання манулами ягід та падалі.
Манул може полювати різними способами: може непомітно підповзати до жертви, ховаючись у рослинності чи серед каміння, після чого накидатися на жертву з досить близької відстані або просто ловити її, а може влаштовувати засідки та чатувати на жертву коло каменів і нір. Крім того, з дрібних нір манул здатний діставати гризунів лапою.

### Розмноження і життєвий цикл

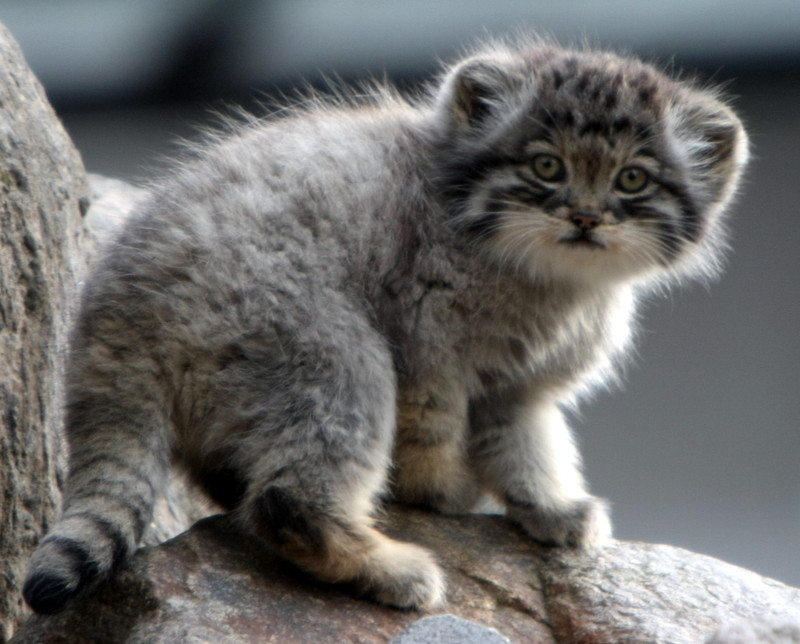
Кошеня манула в Паркен (зоопарк), Швеція, 2011 рік

У дикій природі манули розмножуються раз на рік. Гін проходить у лютому — березні; в цей час за однією самицею ходить кілька самців, між якими трапляються бійки. Зазвичай еструс у самиць триває всього 24—48 годин, але можлива тривалість до 5 днів. Вагітність триває 60—75 днів, кошенята народжуються у квітні—травні. У приплоді найчастіше 3—4 кошеня, іноді до 8 і в деяких випадках навіть до 10 кошенят, причому середній розмір виводка відрізняється в різних місцях. У вихованні дитинчат беруть участь тільки самки.
Кошенята народжуються вагою до 300 г і близько 12 см завдовжки, вже володіючи густим і пухнастим хутром. Хутро в них м'яке і темніше, ніж у дорослих особин, з нього стирчить довше остьове волосся. В їхньому забарвленні помітна темна плямистість. Як й у багатьох котових, при народженні кошенята сліпі й повністю безпорадні. Прозрівають вони на 10—12-й день життя. Очі спочатку мають блакитний колір, потім стають зеленими, а згодом жовтими, як у дорослих манулів. Зуби починають прорізатися із віку близько 24 днів. Молочне вигодовування відбувається до 2 місяців. У тому ж віці відбувається линяння, при якому кошеня набуває «доросле» хутро, в цей час вага кошеня становить 500—600 грам. У віці 3—4 місяців кошенята починають полювати самостійно, а після 4—5 місяців покидать матір. На 6—8 місяць манули майже сягають розмірів і ваги дорослої особини, на 9—10 місяць досягають статевої зрілості, так що можуть розмножуватися вже з першого сезону, відколи стали самостійними. Смертність у дикій природі досить висока: 68 % кошенят не доживають до дорослого віку.
У неволі манул зазвичай живе до 12 років, але відомий випадок, коли манул прожив 18 років. Середня тривалість життя манула у дикій природі зазвичай не перевищує 6 років.

### Загрози і хвороби
У природі небезпеку для манула можуть становити хижі птахи, як беркути, орли, сови, та різні наземні хижаки — вовки, лисиці або снігові барси, а також паразити — наприклад, кліщі і волосоїди. Дуже небезпечними є також собаки, які помітно вкорочують, а часом і знищують популяції манулів поруч із людськими поселеннями чи пасовищами. Також цій тварині загрожує людська діяльність (див. нижче[⇨]). У несприятливі для манула зими — ті, що тривають довше звичайного, за яких випадає багато снігу або трапляються сильні ожеледиці, — чисельність манула сильно скорочується. На землях, де манул поширений, такі зими відбуваються зазвичай 1—2 рази на десятиліття.
Серед суперників манула, залежно від області, — степові коти, лисиці, степові тхори та деякі інші тварини. Наприклад, зазначається, що в Казахстані в областях, де мешкає манул, степові кішки майже не зустрічаються.
Кошенята важко переносять зараження на токсоплазмоз — в них спостерігається висока смертність від цього захворювання, яка перевищує смертність від інших причин. Водночас у дорослих особин це захворювання проходить майже безсимптомно. Відомі випадки захворювання манула на інші хвороби, наприклад, вірус імунодефіциту котів і діабет. При цьому до різних захворювань манул схильніший у неволі, ніж у дикій природі, і хвороби не вважаються серйозною загрозою для виду в цілому.

## Статус популяції та охорона
Повсюдно, не виключаючи території, що охороняються, манул рідкісний або украй рідкісний, і його чисельність продовжує скорочуватися. У деяких місцях він на межі зникнення. Точна чисельність виду невідома через мозаїчність його розповсюдження та його уникнення людської уваги. За даними експертів чисельність манула в 1989 і 1991 роках оцінювалася: в Алтайському краї — 200—300 особин; у Бурятії — 50—70 особин; у Читинській області — 2000—2400 особин. Максимальна щільність тварин в окремих місцях проживання становила 2,5—3 дорослих особи/10 км².
Характерні місця проживання манула (кам'янисті степи, останці) порівняно мало страждають від діяльності людини; найбільше впливає на його чисельність полювання заради хутра, масове використання петель і капканів для вилову зайців і лисиць. Разом з дією антропогенних чинників підкреслюється погіршення кормової бази, зважаючи на зниження чисельності бабаків та інших гризунів. Велика кількість, особливо молодих, звірів знищується вовками та пугачами; у ранньому віці велика смертність від інфекційних захворювань. Істотним обмежувальним чинником є також багатосніжні зими та тривала ожеледь.
Манул занесений в Червоний список МСОП зі статусом «Близький до загрозливого» і в Додаток II Конвенції CITES (1995). Полювання на манула заборонено по всьому ареалу його проживання. Манули досить успішно розмножуються в неволі. На 1 січня 1988 року, в 13 колекціях зоопарків світу знаходилось 35 манулів. Через слабко вивчену екологію манула заходи щодо охорони цього виду все ще знаходяться в розробці.

### У неволі
Станом на 2010 рік, 47 Манулів перебували у 19 зоопарках-членах Асоціації зоопарків та акваріумів. Відсоток смертності протягом 30 днів після народження складає 44,9 %, що є найвищою серед малих кішок. Розмноженню у неволі перешкоджає те, що важко підтримувати манулів у здоровому стані в неволі, вони часто хворіють на токсоплазмоз, легко піддаються зараженням вірусів, які не присутні у природному середовищі. 2013 року у світі вижили лише три посліди, народжені в неволі, один з яких, у Швеції.

## Систематика і вивчення

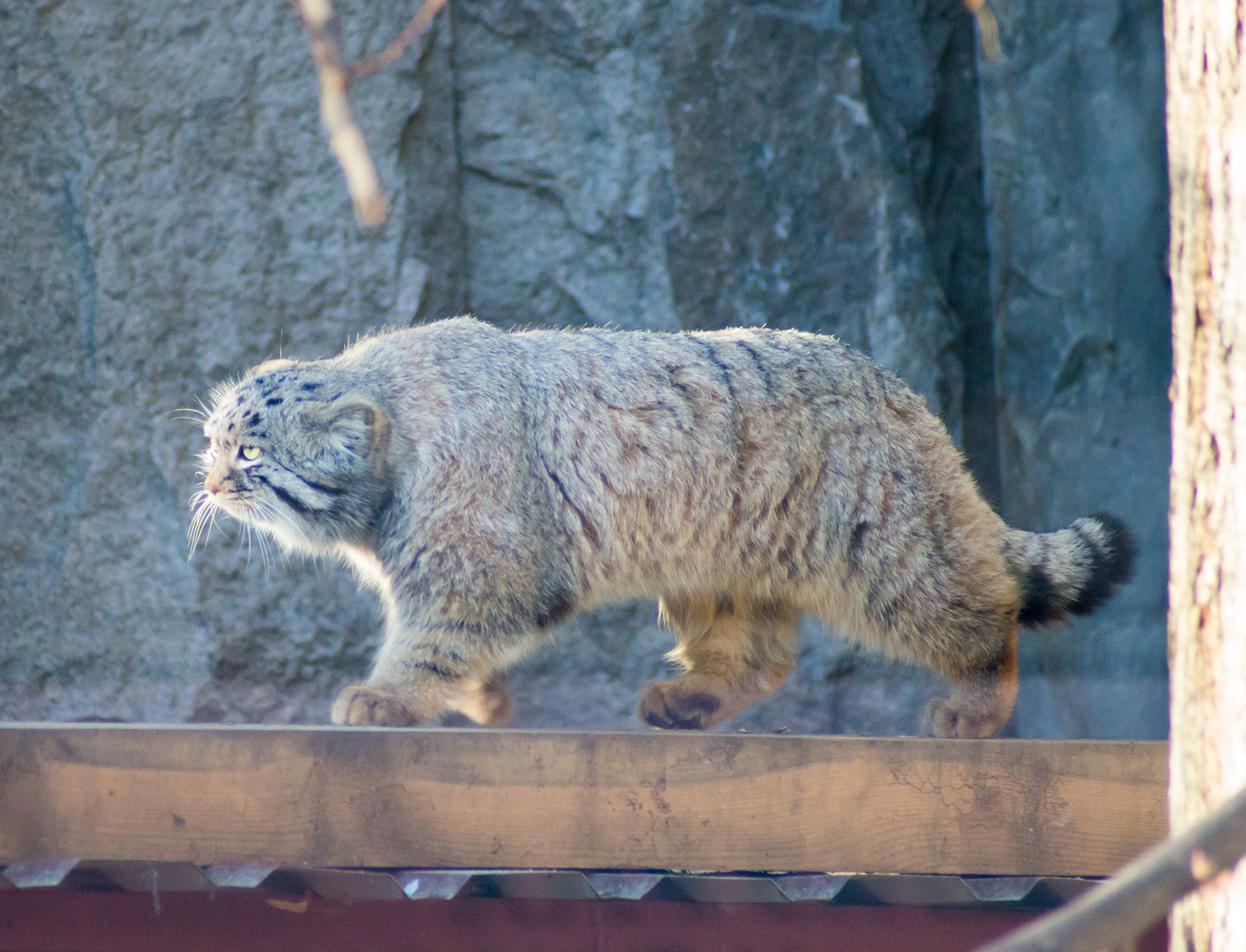
Манул у Московському зоопарку, 2014 рік

Манул (Otocolobus manul) належить до родини котових, до монотипного роду Otocolobus. Вид уперше описав Петер-Симон Паллас 1776 року, який спочатку дав йому назву Felis manul. Друга назва тварини, Палласів кіт, дана їй на честь натураліста англійським вченим Вільямом Томасом Бланфордом 1888 року. Назву Otocolobus manul ввів Микола Сєверцов 1858 року, причому слово Otocolobus має грецькі коріння: ὠτός — «вухо», κολοβος — «спотворений, потворний», тобто у перекладі — «потворне вухо», що вказує на вкороченість вухай. Слово «манул» прийшло з монгольської мови і означає «дикий кіт». Відома також народна російська назва — «степова кішка» і «кам'яна кішка».
Види забарвлення та розміри тіла манула неособливо різняться в залежності від місця проживання. Визначено всього два підвиди:
- Otocolobus manul manul — зустрічається на більшій частині ареалу, але найпоширеніший в Монголії та західному Китаї. Має типове забарвлення.
- Otocolobus manul nigripecta — мешкає в Кашмірі, Непалі та Тибеті. Для нього характерне сірувате забарвлення хутра, яке взимку набуває виразного сріблясто-сірого відтінку.

Підвид Otocolobus manul ferrugineus, який характеризується червонуватим забарвленням спинної частини, визнано не дійсним. Здається ймовірним, що ця мінливість еритризму пояснюється здебільшого простою менделівською спадковістю. Цілком можливо, що цей вид є монотипним і демонструє клінальні варіації забарвлення шкірного покриву.
Манул вивчений досить погано через скритний спосіб життя і малу щільність популяцій. У зв'язку зі своєрідним зовнішнім виглядом манула в минулому існувало припущення, що цей вид є спорідненим перській кішці.

### Філогенетика
Манул має 38 хромосом, фундаментальне число каріотипу — 74.
Філогенетичний розбір всіх видів котових показав, що еволюційна радіація цього виду почалася в пізньому міоцені — спільний предок жив близько 10,8 мільйона років тому. Приблизно 6,2 мільйона років тому вони розділилися клада, що включає рід Felis (зокрема свійського кота), і клада леопарду (що включає рід азійські коти і рід манули). Близько 5,9 мільйона років тому стався остаточний поділ цього роду і виду із родом азійські коти.
|  | \| \| Лісовий кіт (F. silvestris) \| \| \| \| \| \| Барханний кіт (F. margarita) \| \| \| \| |
|  |                                                                                              |
|  | Чорноногий кіт (F. nigripes)                                                                 |
|  |                                                                                              |
|  | Лісовий кіт (F. silvestris)                                                                  |
|  |                                                                                              |
|  | Барханний кіт (F. margarita)                                                                 |
|  |                                                                                              |

|  | Лісовий кіт (F. silvestris)  |
|  |                              |
|  | Барханний кіт (F. margarita) |
|  |                              |

|  | \| \| Лісовий кіт (F. silvestris) \| \| \| \| \| \| Барханний кіт (F. margarita) \| \| \| \| |
|  |                                                                                              |
|  | Чорноногий кіт (F. nigripes)                                                                 |
|  |                                                                                              |
|  | Лісовий кіт (F. silvestris)                                                                  |
|  |                                                                                              |
|  | Барханний кіт (F. margarita)                                                                 |
|  |                                                                                              |

|  | Лісовий кіт (F. silvestris)  |
|  |                              |
|  | Барханний кіт (F. margarita) |
|  |                              |

|  | \| \| Лісовий кіт (F. silvestris) \| \| \| \| \| \| Барханний кіт (F. margarita) \| \| \| \| |
|  |                                                                                              |
|  | Чорноногий кіт (F. nigripes)                                                                 |
|  |                                                                                              |
|  | Лісовий кіт (F. silvestris)                                                                  |
|  |                                                                                              |
|  | Барханний кіт (F. margarita)                                                                 |
|  |                                                                                              |

|  | Лісовий кіт (F. silvestris)  |
|  |                              |
|  | Барханний кіт (F. margarita) |
|  |                              |

|  | \| \| Лісовий кіт (F. silvestris) \| \| \| \| \| \| Барханний кіт (F. margarita) \| \| \| \| |
|  |                                                                                              |
|  | Чорноногий кіт (F. nigripes)                                                                 |
|  |                                                                                              |
|  | Лісовий кіт (F. silvestris)                                                                  |
|  |                                                                                              |
|  | Барханний кіт (F. margarita)                                                                 |
|  |                                                                                              |

|  | Лісовий кіт (F. silvestris)  |
|  |                              |
|  | Барханний кіт (F. margarita) |
|  |                              |

|  | \| \| Бенгальський кіт (P. bengalensis) \| \| \| \| \| \| Кіт-рибалка (P. viverrinus) \| \| \| \| |
|  |                                                                                                   |
|  | Суматранський кіт (P. planiceps)                                                                  |
|  |                                                                                                   |
|  | Бенгальський кіт (P. bengalensis)                                                                 |
|  |                                                                                                   |
|  | Кіт-рибалка (P. viverrinus)                                                                       |
|  |                                                                                                   |

|  | Бенгальський кіт (P. bengalensis) |
|  |                                   |
|  | Кіт-рибалка (P. viverrinus)       |
|  |                                   |

|  | \| \| Бенгальський кіт (P. bengalensis) \| \| \| \| \| \| Кіт-рибалка (P. viverrinus) \| \| \| \| |
|  |                                                                                                   |
|  | Суматранський кіт (P. planiceps)                                                                  |
|  |                                                                                                   |
|  | Бенгальський кіт (P. bengalensis)                                                                 |
|  |                                                                                                   |
|  | Кіт-рибалка (P. viverrinus)                                                                       |
|  |                                                                                                   |

|  | Бенгальський кіт (P. bengalensis) |
|  |                                   |
|  | Кіт-рибалка (P. viverrinus)       |
|  |                                   |

|  | \| \| Бенгальський кіт (P. bengalensis) \| \| \| \| \| \| Кіт-рибалка (P. viverrinus) \| \| \| \| |
|  |                                                                                                   |
|  | Суматранський кіт (P. planiceps)                                                                  |
|  |                                                                                                   |
|  | Бенгальський кіт (P. bengalensis)                                                                 |
|  |                                                                                                   |
|  | Кіт-рибалка (P. viverrinus)                                                                       |
|  |                                                                                                   |

|  | Бенгальський кіт (P. bengalensis) |
|  |                                   |
|  | Кіт-рибалка (P. viverrinus)       |
|  |                                   |

|  | \| \| Бенгальський кіт (P. bengalensis) \| \| \| \| \| \| Кіт-рибалка (P. viverrinus) \| \| \| \| |
|  |                                                                                                   |
|  | Суматранський кіт (P. planiceps)                                                                  |
|  |                                                                                                   |
|  | Бенгальський кіт (P. bengalensis)                                                                 |
|  |                                                                                                   |
|  | Кіт-рибалка (P. viverrinus)                                                                       |
|  |                                                                                                   |

|  | Бенгальський кіт (P. bengalensis) |
|  |                                   |
|  | Кіт-рибалка (P. viverrinus)       |
|  |                                   |

|  | \| \| Лісовий кіт (F. silvestris) \| \| \| \| \| \| Барханний кіт (F. margarita) \| \| \| \| |
|  |                                                                                              |
|  | Чорноногий кіт (F. nigripes)                                                                 |
|  |                                                                                              |
|  | Лісовий кіт (F. silvestris)                                                                  |
|  |                                                                                              |
|  | Барханний кіт (F. margarita)                                                                 |
|  |                                                                                              |

|  | Лісовий кіт (F. silvestris)  |
|  |                              |
|  | Барханний кіт (F. margarita) |
|  |                              |

|  | \| \| Лісовий кіт (F. silvestris) \| \| \| \| \| \| Барханний кіт (F. margarita) \| \| \| \| |
|  |                                                                                              |
|  | Чорноногий кіт (F. nigripes)                                                                 |
|  |                                                                                              |
|  | Лісовий кіт (F. silvestris)                                                                  |
|  |                                                                                              |
|  | Барханний кіт (F. margarita)                                                                 |
|  |                                                                                              |

|  | Лісовий кіт (F. silvestris)  |
|  |                              |
|  | Барханний кіт (F. margarita) |
|  |                              |

|  | \| \| Лісовий кіт (F. silvestris) \| \| \| \| \| \| Барханний кіт (F. margarita) \| \| \| \| |
|  |                                                                                              |
|  | Чорноногий кіт (F. nigripes)                                                                 |
|  |                                                                                              |
|  | Лісовий кіт (F. silvestris)                                                                  |
|  |                                                                                              |
|  | Барханний кіт (F. margarita)                                                                 |
|  |                                                                                              |

|  | Лісовий кіт (F. silvestris)  |
|  |                              |
|  | Барханний кіт (F. margarita) |
|  |                              |

|  | \| \| Лісовий кіт (F. silvestris) \| \| \| \| \| \| Барханний кіт (F. margarita) \| \| \| \| |
|  |                                                                                              |
|  | Чорноногий кіт (F. nigripes)                                                                 |
|  |                                                                                              |
|  | Лісовий кіт (F. silvestris)                                                                  |
|  |                                                                                              |
|  | Барханний кіт (F. margarita)                                                                 |
|  |                                                                                              |

|  | Лісовий кіт (F. silvestris)  |
|  |                              |
|  | Барханний кіт (F. margarita) |
|  |                              |

|  | \| \| Бенгальський кіт (P. bengalensis) \| \| \| \| \| \| Кіт-рибалка (P. viverrinus) \| \| \| \| |
|  |                                                                                                   |
|  | Суматранський кіт (P. planiceps)                                                                  |
|  |                                                                                                   |
|  | Бенгальський кіт (P. bengalensis)                                                                 |
|  |                                                                                                   |
|  | Кіт-рибалка (P. viverrinus)                                                                       |
|  |                                                                                                   |

|  | Бенгальський кіт (P. bengalensis) |
|  |                                   |
|  | Кіт-рибалка (P. viverrinus)       |
|  |                                   |

|  | \| \| Бенгальський кіт (P. bengalensis) \| \| \| \| \| \| Кіт-рибалка (P. viverrinus) \| \| \| \| |
|  |                                                                                                   |
|  | Суматранський кіт (P. planiceps)                                                                  |
|  |                                                                                                   |
|  | Бенгальський кіт (P. bengalensis)                                                                 |
|  |                                                                                                   |
|  | Кіт-рибалка (P. viverrinus)                                                                       |
|  |                                                                                                   |

|  | Бенгальський кіт (P. bengalensis) |
|  |                                   |
|  | Кіт-рибалка (P. viverrinus)       |
|  |                                   |

|  | \| \| Бенгальський кіт (P. bengalensis) \| \| \| \| \| \| Кіт-рибалка (P. viverrinus) \| \| \| \| |
|  |                                                                                                   |
|  | Суматранський кіт (P. planiceps)                                                                  |
|  |                                                                                                   |
|  | Бенгальський кіт (P. bengalensis)                                                                 |
|  |                                                                                                   |
|  | Кіт-рибалка (P. viverrinus)                                                                       |
|  |                                                                                                   |

|  | Бенгальський кіт (P. bengalensis) |
|  |                                   |
|  | Кіт-рибалка (P. viverrinus)       |
|  |                                   |

|  | \| \| Бенгальський кіт (P. bengalensis) \| \| \| \| \| \| Кіт-рибалка (P. viverrinus) \| \| \| \| |
|  |                                                                                                   |
|  | Суматранський кіт (P. planiceps)                                                                  |
|  |                                                                                                   |
|  | Бенгальський кіт (P. bengalensis)                                                                 |
|  |                                                                                                   |
|  | Кіт-рибалка (P. viverrinus)                                                                       |
|  |                                                                                                   |

|  | Бенгальський кіт (P. bengalensis) |
|  |                                   |
|  | Кіт-рибалка (P. viverrinus)       |
|  |                                   |

|  | \| \| Лісовий кіт (F. silvestris) \| \| \| \| \| \| Барханний кіт (F. margarita) \| \| \| \| |
|  |                                                                                              |
|  | Чорноногий кіт (F. nigripes)                                                                 |
|  |                                                                                              |
|  | Лісовий кіт (F. silvestris)                                                                  |
|  |                                                                                              |
|  | Барханний кіт (F. margarita)                                                                 |
|  |                                                                                              |

|  | Лісовий кіт (F. silvestris)  |
|  |                              |
|  | Барханний кіт (F. margarita) |
|  |                              |

|  | \| \| Лісовий кіт (F. silvestris) \| \| \| \| \| \| Барханний кіт (F. margarita) \| \| \| \| |
|  |                                                                                              |
|  | Чорноногий кіт (F. nigripes)                                                                 |
|  |                                                                                              |
|  | Лісовий кіт (F. silvestris)                                                                  |
|  |                                                                                              |
|  | Барханний кіт (F. margarita)                                                                 |
|  |                                                                                              |

|  | Лісовий кіт (F. silvestris)  |
|  |                              |
|  | Барханний кіт (F. margarita) |
|  |                              |

|  | \| \| Лісовий кіт (F. silvestris) \| \| \| \| \| \| Барханний кіт (F. margarita) \| \| \| \| |
|  |                                                                                              |
|  | Чорноногий кіт (F. nigripes)                                                                 |
|  |                                                                                              |
|  | Лісовий кіт (F. silvestris)                                                                  |
|  |                                                                                              |
|  | Барханний кіт (F. margarita)                                                                 |
|  |                                                                                              |

|  | Лісовий кіт (F. silvestris)  |
|  |                              |
|  | Барханний кіт (F. margarita) |
|  |                              |

|  | \| \| Лісовий кіт (F. silvestris) \| \| \| \| \| \| Барханний кіт (F. margarita) \| \| \| \| |
|  |                                                                                              |
|  | Чорноногий кіт (F. nigripes)                                                                 |
|  |                                                                                              |
|  | Лісовий кіт (F. silvestris)                                                                  |
|  |                                                                                              |
|  | Барханний кіт (F. margarita)                                                                 |
|  |                                                                                              |

|  | Лісовий кіт (F. silvestris)  |
|  |                              |
|  | Барханний кіт (F. margarita) |
|  |                              |

|  | \| \| Бенгальський кіт (P. bengalensis) \| \| \| \| \| \| Кіт-рибалка (P. viverrinus) \| \| \| \| |
|  |                                                                                                   |
|  | Суматранський кіт (P. planiceps)                                                                  |
|  |                                                                                                   |
|  | Бенгальський кіт (P. bengalensis)                                                                 |
|  |                                                                                                   |
|  | Кіт-рибалка (P. viverrinus)                                                                       |
|  |                                                                                                   |

|  | Бенгальський кіт (P. bengalensis) |
|  |                                   |
|  | Кіт-рибалка (P. viverrinus)       |
|  |                                   |

|  | \| \| Бенгальський кіт (P. bengalensis) \| \| \| \| \| \| Кіт-рибалка (P. viverrinus) \| \| \| \| |
|  |                                                                                                   |
|  | Суматранський кіт (P. planiceps)                                                                  |
|  |                                                                                                   |
|  | Бенгальський кіт (P. bengalensis)                                                                 |
|  |                                                                                                   |
|  | Кіт-рибалка (P. viverrinus)                                                                       |
|  |                                                                                                   |

|  | Бенгальський кіт (P. bengalensis) |
|  |                                   |
|  | Кіт-рибалка (P. viverrinus)       |
|  |                                   |

|  | \| \| Бенгальський кіт (P. bengalensis) \| \| \| \| \| \| Кіт-рибалка (P. viverrinus) \| \| \| \| |
|  |                                                                                                   |
|  | Суматранський кіт (P. planiceps)                                                                  |
|  |                                                                                                   |
|  | Бенгальський кіт (P. bengalensis)                                                                 |
|  |                                                                                                   |
|  | Кіт-рибалка (P. viverrinus)                                                                       |
|  |                                                                                                   |

|  | Бенгальський кіт (P. bengalensis) |
|  |                                   |
|  | Кіт-рибалка (P. viverrinus)       |
|  |                                   |

|  | \| \| Бенгальський кіт (P. bengalensis) \| \| \| \| \| \| Кіт-рибалка (P. viverrinus) \| \| \| \| |
|  |                                                                                                   |
|  | Суматранський кіт (P. planiceps)                                                                  |
|  |                                                                                                   |
|  | Бенгальський кіт (P. bengalensis)                                                                 |
|  |                                                                                                   |
|  | Кіт-рибалка (P. viverrinus)                                                                       |
|  |                                                                                                   |

|  | Бенгальський кіт (P. bengalensis) |
|  |                                   |
|  | Кіт-рибалка (P. viverrinus)       |
|  |                                   |

|  | \| \| Лісовий кіт (F. silvestris) \| \| \| \| \| \| Барханний кіт (F. margarita) \| \| \| \| |
|  |                                                                                              |
|  | Чорноногий кіт (F. nigripes)                                                                 |
|  |                                                                                              |
|  | Лісовий кіт (F. silvestris)                                                                  |
|  |                                                                                              |
|  | Барханний кіт (F. margarita)                                                                 |
|  |                                                                                              |

|  | Лісовий кіт (F. silvestris)  |
|  |                              |
|  | Барханний кіт (F. margarita) |
|  |                              |

|  | \| \| Лісовий кіт (F. silvestris) \| \| \| \| \| \| Барханний кіт (F. margarita) \| \| \| \| |
|  |                                                                                              |
|  | Чорноногий кіт (F. nigripes)                                                                 |
|  |                                                                                              |
|  | Лісовий кіт (F. silvestris)                                                                  |
|  |                                                                                              |
|  | Барханний кіт (F. margarita)                                                                 |
|  |                                                                                              |

|  | Лісовий кіт (F. silvestris)  |
|  |                              |
|  | Барханний кіт (F. margarita) |
|  |                              |

|  | \| \| Лісовий кіт (F. silvestris) \| \| \| \| \| \| Барханний кіт (F. margarita) \| \| \| \| |
|  |                                                                                              |
|  | Чорноногий кіт (F. nigripes)                                                                 |
|  |                                                                                              |
|  | Лісовий кіт (F. silvestris)                                                                  |
|  |                                                                                              |
|  | Барханний кіт (F. margarita)                                                                 |
|  |                                                                                              |

|  | Лісовий кіт (F. silvestris)  |
|  |                              |
|  | Барханний кіт (F. margarita) |
|  |                              |

|  | \| \| Лісовий кіт (F. silvestris) \| \| \| \| \| \| Барханний кіт (F. margarita) \| \| \| \| |
|  |                                                                                              |
|  | Чорноногий кіт (F. nigripes)                                                                 |
|  |                                                                                              |
|  | Лісовий кіт (F. silvestris)                                                                  |
|  |                                                                                              |
|  | Барханний кіт (F. margarita)                                                                 |
|  |                                                                                              |

|  | Лісовий кіт (F. silvestris)  |
|  |                              |
|  | Барханний кіт (F. margarita) |
|  |                              |

|  | \| \| Бенгальський кіт (P. bengalensis) \| \| \| \| \| \| Кіт-рибалка (P. viverrinus) \| \| \| \| |
|  |                                                                                                   |
|  | Суматранський кіт (P. planiceps)                                                                  |
|  |                                                                                                   |
|  | Бенгальський кіт (P. bengalensis)                                                                 |
|  |                                                                                                   |
|  | Кіт-рибалка (P. viverrinus)                                                                       |
|  |                                                                                                   |

|  | Бенгальський кіт (P. bengalensis) |
|  |                                   |
|  | Кіт-рибалка (P. viverrinus)       |
|  |                                   |

|  | \| \| Бенгальський кіт (P. bengalensis) \| \| \| \| \| \| Кіт-рибалка (P. viverrinus) \| \| \| \| |
|  |                                                                                                   |
|  | Суматранський кіт (P. planiceps)                                                                  |
|  |                                                                                                   |
|  | Бенгальський кіт (P. bengalensis)                                                                 |
|  |                                                                                                   |
|  | Кіт-рибалка (P. viverrinus)                                                                       |
|  |                                                                                                   |

|  | Бенгальський кіт (P. bengalensis) |
|  |                                   |
|  | Кіт-рибалка (P. viverrinus)       |
|  |                                   |

|  | \| \| Бенгальський кіт (P. bengalensis) \| \| \| \| \| \| Кіт-рибалка (P. viverrinus) \| \| \| \| |
|  |                                                                                                   |
|  | Суматранський кіт (P. planiceps)                                                                  |
|  |                                                                                                   |
|  | Бенгальський кіт (P. bengalensis)                                                                 |
|  |                                                                                                   |
|  | Кіт-рибалка (P. viverrinus)                                                                       |
|  |                                                                                                   |

|  | Бенгальський кіт (P. bengalensis) |
|  |                                   |
|  | Кіт-рибалка (P. viverrinus)       |
|  |                                   |

|  | \| \| Бенгальський кіт (P. bengalensis) \| \| \| \| \| \| Кіт-рибалка (P. viverrinus) \| \| \| \| |
|  |                                                                                                   |
|  | Суматранський кіт (P. planiceps)                                                                  |
|  |                                                                                                   |
|  | Бенгальський кіт (P. bengalensis)                                                                 |
|  |                                                                                                   |
|  | Кіт-рибалка (P. viverrinus)                                                                       |
|  |                                                                                                   |

|  | Бенгальський кіт (P. bengalensis) |
|  |                                   |
|  | Кіт-рибалка (P. viverrinus)       |
|  |                                   |

|  | \| \| Лісовий кіт (F. silvestris) \| \| \| \| \| \| Барханний кіт (F. margarita) \| \| \| \| |
|  |                                                                                              |
|  | Чорноногий кіт (F. nigripes)                                                                 |
|  |                                                                                              |
|  | Лісовий кіт (F. silvestris)                                                                  |
|  |                                                                                              |
|  | Барханний кіт (F. margarita)                                                                 |
|  |                                                                                              |

|  | Лісовий кіт (F. silvestris)  |
|  |                              |
|  | Барханний кіт (F. margarita) |
|  |                              |

|  | \| \| Лісовий кіт (F. silvestris) \| \| \| \| \| \| Барханний кіт (F. margarita) \| \| \| \| |
|  |                                                                                              |
|  | Чорноногий кіт (F. nigripes)                                                                 |
|  |                                                                                              |
|  | Лісовий кіт (F. silvestris)                                                                  |
|  |                                                                                              |
|  | Барханний кіт (F. margarita)                                                                 |
|  |                                                                                              |

|  | Лісовий кіт (F. silvestris)  |
|  |                              |
|  | Барханний кіт (F. margarita) |
|  |                              |

|  | \| \| Лісовий кіт (F. silvestris) \| \| \| \| \| \| Барханний кіт (F. margarita) \| \| \| \| |
|  |                                                                                              |
|  | Чорноногий кіт (F. nigripes)                                                                 |
|  |                                                                                              |
|  | Лісовий кіт (F. silvestris)                                                                  |
|  |                                                                                              |
|  | Барханний кіт (F. margarita)                                                                 |
|  |                                                                                              |

|  | Лісовий кіт (F. silvestris)  |
|  |                              |
|  | Барханний кіт (F. margarita) |
|  |                              |

|  | \| \| Лісовий кіт (F. silvestris) \| \| \| \| \| \| Барханний кіт (F. margarita) \| \| \| \| |
|  |                                                                                              |
|  | Чорноногий кіт (F. nigripes)                                                                 |
|  |                                                                                              |
|  | Лісовий кіт (F. silvestris)                                                                  |
|  |                                                                                              |
|  | Барханний кіт (F. margarita)                                                                 |
|  |                                                                                              |

|  | Лісовий кіт (F. silvestris)  |
|  |                              |
|  | Барханний кіт (F. margarita) |
|  |                              |

|  | \| \| Бенгальський кіт (P. bengalensis) \| \| \| \| \| \| Кіт-рибалка (P. viverrinus) \| \| \| \| |
|  |                                                                                                   |
|  | Суматранський кіт (P. planiceps)                                                                  |
|  |                                                                                                   |
|  | Бенгальський кіт (P. bengalensis)                                                                 |
|  |                                                                                                   |
|  | Кіт-рибалка (P. viverrinus)                                                                       |
|  |                                                                                                   |

|  | Бенгальський кіт (P. bengalensis) |
|  |                                   |
|  | Кіт-рибалка (P. viverrinus)       |
|  |                                   |

|  | \| \| Бенгальський кіт (P. bengalensis) \| \| \| \| \| \| Кіт-рибалка (P. viverrinus) \| \| \| \| |
|  |                                                                                                   |
|  | Суматранський кіт (P. planiceps)                                                                  |
|  |                                                                                                   |
|  | Бенгальський кіт (P. bengalensis)                                                                 |
|  |                                                                                                   |
|  | Кіт-рибалка (P. viverrinus)                                                                       |
|  |                                                                                                   |

|  | Бенгальський кіт (P. bengalensis) |
|  |                                   |
|  | Кіт-рибалка (P. viverrinus)       |
|  |                                   |

|  | \| \| Бенгальський кіт (P. bengalensis) \| \| \| \| \| \| Кіт-рибалка (P. viverrinus) \| \| \| \| |
|  |                                                                                                   |
|  | Суматранський кіт (P. planiceps)                                                                  |
|  |                                                                                                   |
|  | Бенгальський кіт (P. bengalensis)                                                                 |
|  |                                                                                                   |
|  | Кіт-рибалка (P. viverrinus)                                                                       |
|  |                                                                                                   |

|  | Бенгальський кіт (P. bengalensis) |
|  |                                   |
|  | Кіт-рибалка (P. viverrinus)       |
|  |                                   |

|  | \| \| Бенгальський кіт (P. bengalensis) \| \| \| \| \| \| Кіт-рибалка (P. viverrinus) \| \| \| \| |
|  |                                                                                                   |
|  | Суматранський кіт (P. planiceps)                                                                  |
|  |                                                                                                   |
|  | Бенгальський кіт (P. bengalensis)                                                                 |
|  |                                                                                                   |
|  | Кіт-рибалка (P. viverrinus)                                                                       |
|  |                                                                                                   |

|  | Бенгальський кіт (P. bengalensis) |
|  |                                   |
|  | Кіт-рибалка (P. viverrinus)       |
|  |                                   |

|  | \| \| Лісовий кіт (F. silvestris) \| \| \| \| \| \| Барханний кіт (F. margarita) \| \| \| \| |
|  |                                                                                              |
|  | Чорноногий кіт (F. nigripes)                                                                 |
|  |                                                                                              |
|  | Лісовий кіт (F. silvestris)                                                                  |
|  |                                                                                              |
|  | Барханний кіт (F. margarita)                                                                 |
|  |                                                                                              |

|  | Лісовий кіт (F. silvestris)  |
|  |                              |
|  | Барханний кіт (F. margarita) |
|  |                              |

|  | \| \| Лісовий кіт (F. silvestris) \| \| \| \| \| \| Барханний кіт (F. margarita) \| \| \| \| |
|  |                                                                                              |
|  | Чорноногий кіт (F. nigripes)                                                                 |
|  |                                                                                              |
|  | Лісовий кіт (F. silvestris)                                                                  |
|  |                                                                                              |
|  | Барханний кіт (F. margarita)                                                                 |
|  |                                                                                              |

|  | Лісовий кіт (F. silvestris)  |
|  |                              |
|  | Барханний кіт (F. margarita) |
|  |                              |

|  | \| \| Лісовий кіт (F. silvestris) \| \| \| \| \| \| Барханний кіт (F. margarita) \| \| \| \| |
|  |                                                                                              |
|  | Чорноногий кіт (F. nigripes)                                                                 |
|  |                                                                                              |
|  | Лісовий кіт (F. silvestris)                                                                  |
|  |                                                                                              |
|  | Барханний кіт (F. margarita)                                                                 |
|  |                                                                                              |

|  | Лісовий кіт (F. silvestris)  |
|  |                              |
|  | Барханний кіт (F. margarita) |
|  |                              |

|  | \| \| Лісовий кіт (F. silvestris) \| \| \| \| \| \| Барханний кіт (F. margarita) \| \| \| \| |
|  |                                                                                              |
|  | Чорноногий кіт (F. nigripes)                                                                 |
|  |                                                                                              |
|  | Лісовий кіт (F. silvestris)                                                                  |
|  |                                                                                              |
|  | Барханний кіт (F. margarita)                                                                 |
|  |                                                                                              |

|  | Лісовий кіт (F. silvestris)  |
|  |                              |
|  | Барханний кіт (F. margarita) |
|  |                              |

|  | \| \| Бенгальський кіт (P. bengalensis) \| \| \| \| \| \| Кіт-рибалка (P. viverrinus) \| \| \| \| |
|  |                                                                                                   |
|  | Суматранський кіт (P. planiceps)                                                                  |
|  |                                                                                                   |
|  | Бенгальський кіт (P. bengalensis)                                                                 |
|  |                                                                                                   |
|  | Кіт-рибалка (P. viverrinus)                                                                       |
|  |                                                                                                   |

|  | Бенгальський кіт (P. bengalensis) |
|  |                                   |
|  | Кіт-рибалка (P. viverrinus)       |
|  |                                   |

|  | \| \| Бенгальський кіт (P. bengalensis) \| \| \| \| \| \| Кіт-рибалка (P. viverrinus) \| \| \| \| |
|  |                                                                                                   |
|  | Суматранський кіт (P. planiceps)                                                                  |
|  |                                                                                                   |
|  | Бенгальський кіт (P. bengalensis)                                                                 |
|  |                                                                                                   |
|  | Кіт-рибалка (P. viverrinus)                                                                       |
|  |                                                                                                   |

|  | Бенгальський кіт (P. bengalensis) |
|  |                                   |
|  | Кіт-рибалка (P. viverrinus)       |
|  |                                   |

|  | \| \| Бенгальський кіт (P. bengalensis) \| \| \| \| \| \| Кіт-рибалка (P. viverrinus) \| \| \| \| |
|  |                                                                                                   |
|  | Суматранський кіт (P. planiceps)                                                                  |
|  |                                                                                                   |
|  | Бенгальський кіт (P. bengalensis)                                                                 |
|  |                                                                                                   |
|  | Кіт-рибалка (P. viverrinus)                                                                       |
|  |                                                                                                   |

|  | Бенгальський кіт (P. bengalensis) |
|  |                                   |
|  | Кіт-рибалка (P. viverrinus)       |
|  |                                   |

|  | \| \| Бенгальський кіт (P. bengalensis) \| \| \| \| \| \| Кіт-рибалка (P. viverrinus) \| \| \| \| |
|  |                                                                                                   |
|  | Суматранський кіт (P. planiceps)                                                                  |
|  |                                                                                                   |
|  | Бенгальський кіт (P. bengalensis)                                                                 |
|  |                                                                                                   |
|  | Кіт-рибалка (P. viverrinus)                                                                       |
|  |                                                                                                   |

|  | Бенгальський кіт (P. bengalensis) |
|  |                                   |
|  | Кіт-рибалка (P. viverrinus)       |
|  |                                   |

|  | \| \| Лісовий кіт (F. silvestris) \| \| \| \| \| \| Барханний кіт (F. margarita) \| \| \| \| |
|  |                                                                                              |
|  | Чорноногий кіт (F. nigripes)                                                                 |
|  |                                                                                              |
|  | Лісовий кіт (F. silvestris)                                                                  |
|  |                                                                                              |
|  | Барханний кіт (F. margarita)                                                                 |
|  |                                                                                              |

|  | Лісовий кіт (F. silvestris)  |
|  |                              |
|  | Барханний кіт (F. margarita) |
|  |                              |

|  | \| \| Лісовий кіт (F. silvestris) \| \| \| \| \| \| Барханний кіт (F. margarita) \| \| \| \| |
|  |                                                                                              |
|  | Чорноногий кіт (F. nigripes)                                                                 |
|  |                                                                                              |
|  | Лісовий кіт (F. silvestris)                                                                  |
|  |                                                                                              |
|  | Барханний кіт (F. margarita)                                                                 |
|  |                                                                                              |

|  | Лісовий кіт (F. silvestris)  |
|  |                              |
|  | Барханний кіт (F. margarita) |
|  |                              |

|  | \| \| Лісовий кіт (F. silvestris) \| \| \| \| \| \| Барханний кіт (F. margarita) \| \| \| \| |
|  |                                                                                              |
|  | Чорноногий кіт (F. nigripes)                                                                 |
|  |                                                                                              |
|  | Лісовий кіт (F. silvestris)                                                                  |
|  |                                                                                              |
|  | Барханний кіт (F. margarita)                                                                 |
|  |                                                                                              |

|  | Лісовий кіт (F. silvestris)  |
|  |                              |
|  | Барханний кіт (F. margarita) |
|  |                              |

|  | \| \| Лісовий кіт (F. silvestris) \| \| \| \| \| \| Барханний кіт (F. margarita) \| \| \| \| |
|  |                                                                                              |
|  | Чорноногий кіт (F. nigripes)                                                                 |
|  |                                                                                              |
|  | Лісовий кіт (F. silvestris)                                                                  |
|  |                                                                                              |
|  | Барханний кіт (F. margarita)                                                                 |
|  |                                                                                              |

|  | Лісовий кіт (F. silvestris)  |
|  |                              |
|  | Барханний кіт (F. margarita) |
|  |                              |

|  | \| \| Бенгальський кіт (P. bengalensis) \| \| \| \| \| \| Кіт-рибалка (P. viverrinus) \| \| \| \| |
|  |                                                                                                   |
|  | Суматранський кіт (P. planiceps)                                                                  |
|  |                                                                                                   |
|  | Бенгальський кіт (P. bengalensis)                                                                 |
|  |                                                                                                   |
|  | Кіт-рибалка (P. viverrinus)                                                                       |
|  |                                                                                                   |

|  | Бенгальський кіт (P. bengalensis) |
|  |                                   |
|  | Кіт-рибалка (P. viverrinus)       |
|  |                                   |

|  | \| \| Бенгальський кіт (P. bengalensis) \| \| \| \| \| \| Кіт-рибалка (P. viverrinus) \| \| \| \| |
|  |                                                                                                   |
|  | Суматранський кіт (P. planiceps)                                                                  |
|  |                                                                                                   |
|  | Бенгальський кіт (P. bengalensis)                                                                 |
|  |                                                                                                   |
|  | Кіт-рибалка (P. viverrinus)                                                                       |
|  |                                                                                                   |

|  | Бенгальський кіт (P. bengalensis) |
|  |                                   |
|  | Кіт-рибалка (P. viverrinus)       |
|  |                                   |

|  | \| \| Бенгальський кіт (P. bengalensis) \| \| \| \| \| \| Кіт-рибалка (P. viverrinus) \| \| \| \| |
|  |                                                                                                   |
|  | Суматранський кіт (P. planiceps)                                                                  |
|  |                                                                                                   |
|  | Бенгальський кіт (P. bengalensis)                                                                 |
|  |                                                                                                   |
|  | Кіт-рибалка (P. viverrinus)                                                                       |
|  |                                                                                                   |

|  | Бенгальський кіт (P. bengalensis) |
|  |                                   |
|  | Кіт-рибалка (P. viverrinus)       |
|  |                                   |

|  | \| \| Бенгальський кіт (P. bengalensis) \| \| \| \| \| \| Кіт-рибалка (P. viverrinus) \| \| \| \| |
|  |                                                                                                   |
|  | Суматранський кіт (P. planiceps)                                                                  |
|  |                                                                                                   |
|  | Бенгальський кіт (P. bengalensis)                                                                 |
|  |                                                                                                   |
|  | Кіт-рибалка (P. viverrinus)                                                                       |
|  |                                                                                                   |

|  | Бенгальський кіт (P. bengalensis) |
|  |                                   |
|  | Кіт-рибалка (P. viverrinus)       |
|  |                                   |

|  | \| \| Лісовий кіт (F. silvestris) \| \| \| \| \| \| Барханний кіт (F. margarita) \| \| \| \| |
|  |                                                                                              |
|  | Чорноногий кіт (F. nigripes)                                                                 |
|  |                                                                                              |
|  | Лісовий кіт (F. silvestris)                                                                  |
|  |                                                                                              |
|  | Барханний кіт (F. margarita)                                                                 |
|  |                                                                                              |

|  | Лісовий кіт (F. silvestris)  |
|  |                              |
|  | Барханний кіт (F. margarita) |
|  |                              |

|  | \| \| Лісовий кіт (F. silvestris) \| \| \| \| \| \| Барханний кіт (F. margarita) \| \| \| \| |
|  |                                                                                              |
|  | Чорноногий кіт (F. nigripes)                                                                 |
|  |                                                                                              |
|  | Лісовий кіт (F. silvestris)                                                                  |
|  |                                                                                              |
|  | Барханний кіт (F. margarita)                                                                 |
|  |                                                                                              |

|  | Лісовий кіт (F. silvestris)  |
|  |                              |
|  | Барханний кіт (F. margarita) |
|  |                              |

|  | \| \| Лісовий кіт (F. silvestris) \| \| \| \| \| \| Барханний кіт (F. margarita) \| \| \| \| |
|  |                                                                                              |
|  | Чорноногий кіт (F. nigripes)                                                                 |
|  |                                                                                              |
|  | Лісовий кіт (F. silvestris)                                                                  |
|  |                                                                                              |
|  | Барханний кіт (F. margarita)                                                                 |
|  |                                                                                              |

|  | Лісовий кіт (F. silvestris)  |
|  |                              |
|  | Барханний кіт (F. margarita) |
|  |                              |

|  | \| \| Лісовий кіт (F. silvestris) \| \| \| \| \| \| Барханний кіт (F. margarita) \| \| \| \| |
|  |                                                                                              |
|  | Чорноногий кіт (F. nigripes)                                                                 |
|  |                                                                                              |
|  | Лісовий кіт (F. silvestris)                                                                  |
|  |                                                                                              |
|  | Барханний кіт (F. margarita)                                                                 |
|  |                                                                                              |

|  | Лісовий кіт (F. silvestris)  |
|  |                              |
|  | Барханний кіт (F. margarita) |
|  |                              |

|  | \| \| Бенгальський кіт (P. bengalensis) \| \| \| \| \| \| Кіт-рибалка (P. viverrinus) \| \| \| \| |
|  |                                                                                                   |
|  | Суматранський кіт (P. planiceps)                                                                  |
|  |                                                                                                   |
|  | Бенгальський кіт (P. bengalensis)                                                                 |
|  |                                                                                                   |
|  | Кіт-рибалка (P. viverrinus)                                                                       |
|  |                                                                                                   |

|  | Бенгальський кіт (P. bengalensis) |
|  |                                   |
|  | Кіт-рибалка (P. viverrinus)       |
|  |                                   |

|  | \| \| Бенгальський кіт (P. bengalensis) \| \| \| \| \| \| Кіт-рибалка (P. viverrinus) \| \| \| \| |
|  |                                                                                                   |
|  | Суматранський кіт (P. planiceps)                                                                  |
|  |                                                                                                   |
|  | Бенгальський кіт (P. bengalensis)                                                                 |
|  |                                                                                                   |
|  | Кіт-рибалка (P. viverrinus)                                                                       |
|  |                                                                                                   |

|  | Бенгальський кіт (P. bengalensis) |
|  |                                   |
|  | Кіт-рибалка (P. viverrinus)       |
|  |                                   |

|  | \| \| Бенгальський кіт (P. bengalensis) \| \| \| \| \| \| Кіт-рибалка (P. viverrinus) \| \| \| \| |
|  |                                                                                                   |
|  | Суматранський кіт (P. planiceps)                                                                  |
|  |                                                                                                   |
|  | Бенгальський кіт (P. bengalensis)                                                                 |
|  |                                                                                                   |
|  | Кіт-рибалка (P. viverrinus)                                                                       |
|  |                                                                                                   |

|  | Бенгальський кіт (P. bengalensis) |
|  |                                   |
|  | Кіт-рибалка (P. viverrinus)       |
|  |                                   |

|  | \| \| Бенгальський кіт (P. bengalensis) \| \| \| \| \| \| Кіт-рибалка (P. viverrinus) \| \| \| \| |
|  |                                                                                                   |
|  | Суматранський кіт (P. planiceps)                                                                  |
|  |                                                                                                   |
|  | Бенгальський кіт (P. bengalensis)                                                                 |
|  |                                                                                                   |
|  | Кіт-рибалка (P. viverrinus)                                                                       |
|  |                                                                                                   |

|  | Бенгальський кіт (P. bengalensis) |
|  |                                   |
|  | Кіт-рибалка (P. viverrinus)       |
|  |                                   |

|  | \| \| Лісовий кіт (F. silvestris) \| \| \| \| \| \| Барханний кіт (F. margarita) \| \| \| \| |
|  |                                                                                              |
|  | Чорноногий кіт (F. nigripes)                                                                 |
|  |                                                                                              |
|  | Лісовий кіт (F. silvestris)                                                                  |
|  |                                                                                              |
|  | Барханний кіт (F. margarita)                                                                 |
|  |                                                                                              |

|  | Лісовий кіт (F. silvestris)  |
|  |                              |
|  | Барханний кіт (F. margarita) |
|  |                              |

|  | \| \| Лісовий кіт (F. silvestris) \| \| \| \| \| \| Барханний кіт (F. margarita) \| \| \| \| |
|  |                                                                                              |
|  | Чорноногий кіт (F. nigripes)                                                                 |
|  |                                                                                              |
|  | Лісовий кіт (F. silvestris)                                                                  |
|  |                                                                                              |
|  | Барханний кіт (F. margarita)                                                                 |
|  |                                                                                              |

|  | Лісовий кіт (F. silvestris)  |
|  |                              |
|  | Барханний кіт (F. margarita) |
|  |                              |

|  | \| \| Лісовий кіт (F. silvestris) \| \| \| \| \| \| Барханний кіт (F. margarita) \| \| \| \| |
|  |                                                                                              |
|  | Чорноногий кіт (F. nigripes)                                                                 |
|  |                                                                                              |
|  | Лісовий кіт (F. silvestris)                                                                  |
|  |                                                                                              |
|  | Барханний кіт (F. margarita)                                                                 |
|  |                                                                                              |

|  | Лісовий кіт (F. silvestris)  |
|  |                              |
|  | Барханний кіт (F. margarita) |
|  |                              |

|  | \| \| Лісовий кіт (F. silvestris) \| \| \| \| \| \| Барханний кіт (F. margarita) \| \| \| \| |
|  |                                                                                              |
|  | Чорноногий кіт (F. nigripes)                                                                 |
|  |                                                                                              |
|  | Лісовий кіт (F. silvestris)                                                                  |
|  |                                                                                              |
|  | Барханний кіт (F. margarita)                                                                 |
|  |                                                                                              |

|  | Лісовий кіт (F. silvestris)  |
|  |                              |
|  | Барханний кіт (F. margarita) |
|  |                              |

|  | \| \| Лісовий кіт (F. silvestris) \| \| \| \| \| \| Барханний кіт (F. margarita) \| \| \| \| |
|  |                                                                                              |
|  | Чорноногий кіт (F. nigripes)                                                                 |
|  |                                                                                              |
|  | Лісовий кіт (F. silvestris)                                                                  |
|  |                                                                                              |
|  | Барханний кіт (F. margarita)                                                                 |
|  |                                                                                              |

|  | Лісовий кіт (F. silvestris)  |
|  |                              |
|  | Барханний кіт (F. margarita) |
|  |                              |

|  | \| \| Лісовий кіт (F. silvestris) \| \| \| \| \| \| Барханний кіт (F. margarita) \| \| \| \| |
|  |                                                                                              |
|  | Чорноногий кіт (F. nigripes)                                                                 |
|  |                                                                                              |
|  | Лісовий кіт (F. silvestris)                                                                  |
|  |                                                                                              |
|  | Барханний кіт (F. margarita)                                                                 |
|  |                                                                                              |

|  | Лісовий кіт (F. silvestris)  |
|  |                              |
|  | Барханний кіт (F. margarita) |
|  |                              |

|  | \| \| Лісовий кіт (F. silvestris) \| \| \| \| \| \| Барханний кіт (F. margarita) \| \| \| \| |
|  |                                                                                              |
|  | Чорноногий кіт (F. nigripes)                                                                 |
|  |                                                                                              |
|  | Лісовий кіт (F. silvestris)                                                                  |
|  |                                                                                              |
|  | Барханний кіт (F. margarita)                                                                 |
|  |                                                                                              |

|  | Лісовий кіт (F. silvestris)  |
|  |                              |
|  | Барханний кіт (F. margarita) |
|  |                              |

|  | \| \| Лісовий кіт (F. silvestris) \| \| \| \| \| \| Барханний кіт (F. margarita) \| \| \| \| |
|  |                                                                                              |
|  | Чорноногий кіт (F. nigripes)                                                                 |
|  |                                                                                              |
|  | Лісовий кіт (F. silvestris)                                                                  |
|  |                                                                                              |
|  | Барханний кіт (F. margarita)                                                                 |
|  |                                                                                              |

|  | Лісовий кіт (F. silvestris)  |
|  |                              |
|  | Барханний кіт (F. margarita) |
|  |                              |

|  | \| \| Бенгальський кіт (P. bengalensis) \| \| \| \| \| \| Кіт-рибалка (P. viverrinus) \| \| \| \| |
|  |                                                                                                   |
|  | Суматранський кіт (P. planiceps)                                                                  |
|  |                                                                                                   |
|  | Бенгальський кіт (P. bengalensis)                                                                 |
|  |                                                                                                   |
|  | Кіт-рибалка (P. viverrinus)                                                                       |
|  |                                                                                                   |

|  | Бенгальський кіт (P. bengalensis) |
|  |                                   |
|  | Кіт-рибалка (P. viverrinus)       |
|  |                                   |

|  | \| \| Бенгальський кіт (P. bengalensis) \| \| \| \| \| \| Кіт-рибалка (P. viverrinus) \| \| \| \| |
|  |                                                                                                   |
|  | Суматранський кіт (P. planiceps)                                                                  |
|  |                                                                                                   |
|  | Бенгальський кіт (P. bengalensis)                                                                 |
|  |                                                                                                   |
|  | Кіт-рибалка (P. viverrinus)                                                                       |
|  |                                                                                                   |

|  | Бенгальський кіт (P. bengalensis) |
|  |                                   |
|  | Кіт-рибалка (P. viverrinus)       |
|  |                                   |

|  | \| \| Лісовий кіт (F. silvestris) \| \| \| \| \| \| Барханний кіт (F. margarita) \| \| \| \| |
|  |                                                                                              |
|  | Чорноногий кіт (F. nigripes)                                                                 |
|  |                                                                                              |
|  | Лісовий кіт (F. silvestris)                                                                  |
|  |                                                                                              |
|  | Барханний кіт (F. margarita)                                                                 |
|  |                                                                                              |

|  | Лісовий кіт (F. silvestris)  |
|  |                              |
|  | Барханний кіт (F. margarita) |
|  |                              |

|  | \| \| Лісовий кіт (F. silvestris) \| \| \| \| \| \| Барханний кіт (F. margarita) \| \| \| \| |
|  |                                                                                              |
|  | Чорноногий кіт (F. nigripes)                                                                 |
|  |                                                                                              |
|  | Лісовий кіт (F. silvestris)                                                                  |
|  |                                                                                              |
|  | Барханний кіт (F. margarita)                                                                 |
|  |                                                                                              |

|  | Лісовий кіт (F. silvestris)  |
|  |                              |
|  | Барханний кіт (F. margarita) |
|  |                              |

|  | \| \| Лісовий кіт (F. silvestris) \| \| \| \| \| \| Барханний кіт (F. margarita) \| \| \| \| |
|  |                                                                                              |
|  | Чорноногий кіт (F. nigripes)                                                                 |
|  |                                                                                              |
|  | Лісовий кіт (F. silvestris)                                                                  |
|  |                                                                                              |
|  | Барханний кіт (F. margarita)                                                                 |
|  |                                                                                              |

|  | Лісовий кіт (F. silvestris)  |
|  |                              |
|  | Барханний кіт (F. margarita) |
|  |                              |

|  | \| \| Лісовий кіт (F. silvestris) \| \| \| \| \| \| Барханний кіт (F. margarita) \| \| \| \| |
|  |                                                                                              |
|  | Чорноногий кіт (F. nigripes)                                                                 |
|  |                                                                                              |
|  | Лісовий кіт (F. silvestris)                                                                  |
|  |                                                                                              |
|  | Барханний кіт (F. margarita)                                                                 |
|  |                                                                                              |

|  | Лісовий кіт (F. silvestris)  |
|  |                              |
|  | Барханний кіт (F. margarita) |
|  |                              |

|  | \| \| Лісовий кіт (F. silvestris) \| \| \| \| \| \| Барханний кіт (F. margarita) \| \| \| \| |
|  |                                                                                              |
|  | Чорноногий кіт (F. nigripes)                                                                 |
|  |                                                                                              |
|  | Лісовий кіт (F. silvestris)                                                                  |
|  |                                                                                              |
|  | Барханний кіт (F. margarita)                                                                 |
|  |                                                                                              |

|  | Лісовий кіт (F. silvestris)  |
|  |                              |
|  | Барханний кіт (F. margarita) |
|  |                              |

|  | \| \| Лісовий кіт (F. silvestris) \| \| \| \| \| \| Барханний кіт (F. margarita) \| \| \| \| |
|  |                                                                                              |
|  | Чорноногий кіт (F. nigripes)                                                                 |
|  |                                                                                              |
|  | Лісовий кіт (F. silvestris)                                                                  |
|  |                                                                                              |
|  | Барханний кіт (F. margarita)                                                                 |
|  |                                                                                              |

|  | Лісовий кіт (F. silvestris)  |
|  |                              |
|  | Барханний кіт (F. margarita) |
|  |                              |

|  | \| \| Лісовий кіт (F. silvestris) \| \| \| \| \| \| Барханний кіт (F. margarita) \| \| \| \| |
|  |                                                                                              |
|  | Чорноногий кіт (F. nigripes)                                                                 |
|  |                                                                                              |
|  | Лісовий кіт (F. silvestris)                                                                  |
|  |                                                                                              |
|  | Барханний кіт (F. margarita)                                                                 |
|  |                                                                                              |

|  | Лісовий кіт (F. silvestris)  |
|  |                              |
|  | Барханний кіт (F. margarita) |
|  |                              |

|  | \| \| Лісовий кіт (F. silvestris) \| \| \| \| \| \| Барханний кіт (F. margarita) \| \| \| \| |
|  |                                                                                              |
|  | Чорноногий кіт (F. nigripes)                                                                 |
|  |                                                                                              |
|  | Лісовий кіт (F. silvestris)                                                                  |
|  |                                                                                              |
|  | Барханний кіт (F. margarita)                                                                 |
|  |                                                                                              |

|  | Лісовий кіт (F. silvestris)  |
|  |                              |
|  | Барханний кіт (F. margarita) |
|  |                              |

|  | \| \| Бенгальський кіт (P. bengalensis) \| \| \| \| \| \| Кіт-рибалка (P. viverrinus) \| \| \| \| |
|  |                                                                                                   |
|  | Суматранський кіт (P. planiceps)                                                                  |
|  |                                                                                                   |
|  | Бенгальський кіт (P. bengalensis)                                                                 |
|  |                                                                                                   |
|  | Кіт-рибалка (P. viverrinus)                                                                       |
|  |                                                                                                   |

|  | Бенгальський кіт (P. bengalensis) |
|  |                                   |
|  | Кіт-рибалка (P. viverrinus)       |
|  |                                   |

|  | \| \| Бенгальський кіт (P. bengalensis) \| \| \| \| \| \| Кіт-рибалка (P. viverrinus) \| \| \| \| |
|  |                                                                                                   |
|  | Суматранський кіт (P. planiceps)                                                                  |
|  |                                                                                                   |
|  | Бенгальський кіт (P. bengalensis)                                                                 |
|  |                                                                                                   |
|  | Кіт-рибалка (P. viverrinus)                                                                       |
|  |                                                                                                   |

|  | Бенгальський кіт (P. bengalensis) |
|  |                                   |
|  | Кіт-рибалка (P. viverrinus)       |
|  |                                   |

|  | \| \| Лісовий кіт (F. silvestris) \| \| \| \| \| \| Барханний кіт (F. margarita) \| \| \| \| |
|  |                                                                                              |
|  | Чорноногий кіт (F. nigripes)                                                                 |
|  |                                                                                              |
|  | Лісовий кіт (F. silvestris)                                                                  |
|  |                                                                                              |
|  | Барханний кіт (F. margarita)                                                                 |
|  |                                                                                              |

|  | Лісовий кіт (F. silvestris)  |
|  |                              |
|  | Барханний кіт (F. margarita) |
|  |                              |

|  | \| \| Лісовий кіт (F. silvestris) \| \| \| \| \| \| Барханний кіт (F. margarita) \| \| \| \| |
|  |                                                                                              |
|  | Чорноногий кіт (F. nigripes)                                                                 |
|  |                                                                                              |
|  | Лісовий кіт (F. silvestris)                                                                  |
|  |                                                                                              |
|  | Барханний кіт (F. margarita)                                                                 |
|  |                                                                                              |

|  | Лісовий кіт (F. silvestris)  |
|  |                              |
|  | Барханний кіт (F. margarita) |
|  |                              |

|  | \| \| Лісовий кіт (F. silvestris) \| \| \| \| \| \| Барханний кіт (F. margarita) \| \| \| \| |
|  |                                                                                              |
|  | Чорноногий кіт (F. nigripes)                                                                 |
|  |                                                                                              |
|  | Лісовий кіт (F. silvestris)                                                                  |
|  |                                                                                              |
|  | Барханний кіт (F. margarita)                                                                 |
|  |                                                                                              |

|  | Лісовий кіт (F. silvestris)  |
|  |                              |
|  | Барханний кіт (F. margarita) |
|  |                              |

|  | \| \| Лісовий кіт (F. silvestris) \| \| \| \| \| \| Барханний кіт (F. margarita) \| \| \| \| |
|  |                                                                                              |
|  | Чорноногий кіт (F. nigripes)                                                                 |
|  |                                                                                              |
|  | Лісовий кіт (F. silvestris)                                                                  |
|  |                                                                                              |
|  | Барханний кіт (F. margarita)                                                                 |
|  |                                                                                              |

|  | Лісовий кіт (F. silvestris)  |
|  |                              |
|  | Барханний кіт (F. margarita) |
|  |                              |

|  | \| \| Лісовий кіт (F. silvestris) \| \| \| \| \| \| Барханний кіт (F. margarita) \| \| \| \| |
|  |                                                                                              |
|  | Чорноногий кіт (F. nigripes)                                                                 |
|  |                                                                                              |
|  | Лісовий кіт (F. silvestris)                                                                  |
|  |                                                                                              |
|  | Барханний кіт (F. margarita)                                                                 |
|  |                                                                                              |

|  | Лісовий кіт (F. silvestris)  |
|  |                              |
|  | Барханний кіт (F. margarita) |
|  |                              |

|  | \| \| Лісовий кіт (F. silvestris) \| \| \| \| \| \| Барханний кіт (F. margarita) \| \| \| \| |
|  |                                                                                              |
|  | Чорноногий кіт (F. nigripes)                                                                 |
|  |                                                                                              |
|  | Лісовий кіт (F. silvestris)                                                                  |
|  |                                                                                              |
|  | Барханний кіт (F. margarita)                                                                 |
|  |                                                                                              |

|  | Лісовий кіт (F. silvestris)  |
|  |                              |
|  | Барханний кіт (F. margarita) |
|  |                              |

|  | \| \| Лісовий кіт (F. silvestris) \| \| \| \| \| \| Барханний кіт (F. margarita) \| \| \| \| |
|  |                                                                                              |
|  | Чорноногий кіт (F. nigripes)                                                                 |
|  |                                                                                              |
|  | Лісовий кіт (F. silvestris)                                                                  |
|  |                                                                                              |
|  | Барханний кіт (F. margarita)                                                                 |
|  |                                                                                              |

|  | Лісовий кіт (F. silvestris)  |
|  |                              |
|  | Барханний кіт (F. margarita) |
|  |                              |

|  | \| \| Лісовий кіт (F. silvestris) \| \| \| \| \| \| Барханний кіт (F. margarita) \| \| \| \| |
|  |                                                                                              |
|  | Чорноногий кіт (F. nigripes)                                                                 |
|  |                                                                                              |
|  | Лісовий кіт (F. silvestris)                                                                  |
|  |                                                                                              |
|  | Барханний кіт (F. margarita)                                                                 |
|  |                                                                                              |

|  | Лісовий кіт (F. silvestris)  |
|  |                              |
|  | Барханний кіт (F. margarita) |
|  |                              |

|  | \| \| Бенгальський кіт (P. bengalensis) \| \| \| \| \| \| Кіт-рибалка (P. viverrinus) \| \| \| \| |
|  |                                                                                                   |
|  | Суматранський кіт (P. planiceps)                                                                  |
|  |                                                                                                   |
|  | Бенгальський кіт (P. bengalensis)                                                                 |
|  |                                                                                                   |
|  | Кіт-рибалка (P. viverrinus)                                                                       |
|  |                                                                                                   |

|  | Бенгальський кіт (P. bengalensis) |
|  |                                   |
|  | Кіт-рибалка (P. viverrinus)       |
|  |                                   |

|  | \| \| Бенгальський кіт (P. bengalensis) \| \| \| \| \| \| Кіт-рибалка (P. viverrinus) \| \| \| \| |
|  |                                                                                                   |
|  | Суматранський кіт (P. planiceps)                                                                  |
|  |                                                                                                   |
|  | Бенгальський кіт (P. bengalensis)                                                                 |
|  |                                                                                                   |
|  | Кіт-рибалка (P. viverrinus)                                                                       |
|  |                                                                                                   |

|  | Бенгальський кіт (P. bengalensis) |
|  |                                   |
|  | Кіт-рибалка (P. viverrinus)       |
|  |                                   |

|  | \| \| Лісовий кіт (F. silvestris) \| \| \| \| \| \| Барханний кіт (F. margarita) \| \| \| \| |
|  |                                                                                              |
|  | Чорноногий кіт (F. nigripes)                                                                 |
|  |                                                                                              |
|  | Лісовий кіт (F. silvestris)                                                                  |
|  |                                                                                              |
|  | Барханний кіт (F. margarita)                                                                 |
|  |                                                                                              |

|  | Лісовий кіт (F. silvestris)  |
|  |                              |
|  | Барханний кіт (F. margarita) |
|  |                              |

|  | \| \| Лісовий кіт (F. silvestris) \| \| \| \| \| \| Барханний кіт (F. margarita) \| \| \| \| |
|  |                                                                                              |
|  | Чорноногий кіт (F. nigripes)                                                                 |
|  |                                                                                              |
|  | Лісовий кіт (F. silvestris)                                                                  |
|  |                                                                                              |
|  | Барханний кіт (F. margarita)                                                                 |
|  |                                                                                              |

|  | Лісовий кіт (F. silvestris)  |
|  |                              |
|  | Барханний кіт (F. margarita) |
|  |                              |

|  | \| \| Лісовий кіт (F. silvestris) \| \| \| \| \| \| Барханний кіт (F. margarita) \| \| \| \| |
|  |                                                                                              |
|  | Чорноногий кіт (F. nigripes)                                                                 |
|  |                                                                                              |
|  | Лісовий кіт (F. silvestris)                                                                  |
|  |                                                                                              |
|  | Барханний кіт (F. margarita)                                                                 |
|  |                                                                                              |

|  | Лісовий кіт (F. silvestris)  |
|  |                              |
|  | Барханний кіт (F. margarita) |
|  |                              |

|  | \| \| Лісовий кіт (F. silvestris) \| \| \| \| \| \| Барханний кіт (F. margarita) \| \| \| \| |
|  |                                                                                              |
|  | Чорноногий кіт (F. nigripes)                                                                 |
|  |                                                                                              |
|  | Лісовий кіт (F. silvestris)                                                                  |
|  |                                                                                              |
|  | Барханний кіт (F. margarita)                                                                 |
|  |                                                                                              |

|  | Лісовий кіт (F. silvestris)  |
|  |                              |
|  | Барханний кіт (F. margarita) |
|  |                              |

|  | \| \| Лісовий кіт (F. silvestris) \| \| \| \| \| \| Барханний кіт (F. margarita) \| \| \| \| |
|  |                                                                                              |
|  | Чорноногий кіт (F. nigripes)                                                                 |
|  |                                                                                              |
|  | Лісовий кіт (F. silvestris)                                                                  |
|  |                                                                                              |
|  | Барханний кіт (F. margarita)                                                                 |
|  |                                                                                              |

|  | Лісовий кіт (F. silvestris)  |
|  |                              |
|  | Барханний кіт (F. margarita) |
|  |                              |

|  | \| \| Лісовий кіт (F. silvestris) \| \| \| \| \| \| Барханний кіт (F. margarita) \| \| \| \| |
|  |                                                                                              |
|  | Чорноногий кіт (F. nigripes)                                                                 |
|  |                                                                                              |
|  | Лісовий кіт (F. silvestris)                                                                  |
|  |                                                                                              |
|  | Барханний кіт (F. margarita)                                                                 |
|  |                                                                                              |

|  | Лісовий кіт (F. silvestris)  |
|  |                              |
|  | Барханний кіт (F. margarita) |
|  |                              |

|  | \| \| Лісовий кіт (F. silvestris) \| \| \| \| \| \| Барханний кіт (F. margarita) \| \| \| \| |
|  |                                                                                              |
|  | Чорноногий кіт (F. nigripes)                                                                 |
|  |                                                                                              |
|  | Лісовий кіт (F. silvestris)                                                                  |
|  |                                                                                              |
|  | Барханний кіт (F. margarita)                                                                 |
|  |                                                                                              |

|  | Лісовий кіт (F. silvestris)  |
|  |                              |
|  | Барханний кіт (F. margarita) |
|  |                              |

|  | \| \| Лісовий кіт (F. silvestris) \| \| \| \| \| \| Барханний кіт (F. margarita) \| \| \| \| |
|  |                                                                                              |
|  | Чорноногий кіт (F. nigripes)                                                                 |
|  |                                                                                              |
|  | Лісовий кіт (F. silvestris)                                                                  |
|  |                                                                                              |
|  | Барханний кіт (F. margarita)                                                                 |
|  |                                                                                              |

|  | Лісовий кіт (F. silvestris)  |
|  |                              |
|  | Барханний кіт (F. margarita) |
|  |                              |

|  | \| \| Бенгальський кіт (P. bengalensis) \| \| \| \| \| \| Кіт-рибалка (P. viverrinus) \| \| \| \| |
|  |                                                                                                   |
|  | Суматранський кіт (P. planiceps)                                                                  |
|  |                                                                                                   |
|  | Бенгальський кіт (P. bengalensis)                                                                 |
|  |                                                                                                   |
|  | Кіт-рибалка (P. viverrinus)                                                                       |
|  |                                                                                                   |

|  | Бенгальський кіт (P. bengalensis) |
|  |                                   |
|  | Кіт-рибалка (P. viverrinus)       |
|  |                                   |

|  | \| \| Бенгальський кіт (P. bengalensis) \| \| \| \| \| \| Кіт-рибалка (P. viverrinus) \| \| \| \| |
|  |                                                                                                   |
|  | Суматранський кіт (P. planiceps)                                                                  |
|  |                                                                                                   |
|  | Бенгальський кіт (P. bengalensis)                                                                 |
|  |                                                                                                   |
|  | Кіт-рибалка (P. viverrinus)                                                                       |
|  |                                                                                                   |

|  | Бенгальський кіт (P. bengalensis) |
|  |                                   |
|  | Кіт-рибалка (P. viverrinus)       |
|  |                                   |

|  | \| \| Лісовий кіт (F. silvestris) \| \| \| \| \| \| Барханний кіт (F. margarita) \| \| \| \| |
|  |                                                                                              |
|  | Чорноногий кіт (F. nigripes)                                                                 |
|  |                                                                                              |
|  | Лісовий кіт (F. silvestris)                                                                  |
|  |                                                                                              |
|  | Барханний кіт (F. margarita)                                                                 |
|  |                                                                                              |

|  | Лісовий кіт (F. silvestris)  |
|  |                              |
|  | Барханний кіт (F. margarita) |
|  |                              |

|  | \| \| Лісовий кіт (F. silvestris) \| \| \| \| \| \| Барханний кіт (F. margarita) \| \| \| \| |
|  |                                                                                              |
|  | Чорноногий кіт (F. nigripes)                                                                 |
|  |                                                                                              |
|  | Лісовий кіт (F. silvestris)                                                                  |
|  |                                                                                              |
|  | Барханний кіт (F. margarita)                                                                 |
|  |                                                                                              |

|  | Лісовий кіт (F. silvestris)  |
|  |                              |
|  | Барханний кіт (F. margarita) |
|  |                              |

|  | \| \| Лісовий кіт (F. silvestris) \| \| \| \| \| \| Барханний кіт (F. margarita) \| \| \| \| |
|  |                                                                                              |
|  | Чорноногий кіт (F. nigripes)                                                                 |
|  |                                                                                              |
|  | Лісовий кіт (F. silvestris)                                                                  |
|  |                                                                                              |
|  | Барханний кіт (F. margarita)                                                                 |
|  |                                                                                              |

|  | Лісовий кіт (F. silvestris)  |
|  |                              |
|  | Барханний кіт (F. margarita) |
|  |                              |

|  | \| \| Лісовий кіт (F. silvestris) \| \| \| \| \| \| Барханний кіт (F. margarita) \| \| \| \| |
|  |                                                                                              |
|  | Чорноногий кіт (F. nigripes)                                                                 |
|  |                                                                                              |
|  | Лісовий кіт (F. silvestris)                                                                  |
|  |                                                                                              |
|  | Барханний кіт (F. margarita)                                                                 |
|  |                                                                                              |

|  | Лісовий кіт (F. silvestris)  |
|  |                              |
|  | Барханний кіт (F. margarita) |
|  |                              |

|  | \| \| Лісовий кіт (F. silvestris) \| \| \| \| \| \| Барханний кіт (F. margarita) \| \| \| \| |
|  |                                                                                              |
|  | Чорноногий кіт (F. nigripes)                                                                 |
|  |                                                                                              |
|  | Лісовий кіт (F. silvestris)                                                                  |
|  |                                                                                              |
|  | Барханний кіт (F. margarita)                                                                 |
|  |                                                                                              |

|  | Лісовий кіт (F. silvestris)  |
|  |                              |
|  | Барханний кіт (F. margarita) |
|  |                              |

|  | \| \| Лісовий кіт (F. silvestris) \| \| \| \| \| \| Барханний кіт (F. margarita) \| \| \| \| |
|  |                                                                                              |
|  | Чорноногий кіт (F. nigripes)                                                                 |
|  |                                                                                              |
|  | Лісовий кіт (F. silvestris)                                                                  |
|  |                                                                                              |
|  | Барханний кіт (F. margarita)                                                                 |
|  |                                                                                              |

|  | Лісовий кіт (F. silvestris)  |
|  |                              |
|  | Барханний кіт (F. margarita) |
|  |                              |

|  | \| \| Лісовий кіт (F. silvestris) \| \| \| \| \| \| Барханний кіт (F. margarita) \| \| \| \| |
|  |                                                                                              |
|  | Чорноногий кіт (F. nigripes)                                                                 |
|  |                                                                                              |
|  | Лісовий кіт (F. silvestris)                                                                  |
|  |                                                                                              |
|  | Барханний кіт (F. margarita)                                                                 |
|  |                                                                                              |

|  | Лісовий кіт (F. silvestris)  |
|  |                              |
|  | Барханний кіт (F. margarita) |
|  |                              |

|  | \| \| Лісовий кіт (F. silvestris) \| \| \| \| \| \| Барханний кіт (F. margarita) \| \| \| \| |
|  |                                                                                              |
|  | Чорноногий кіт (F. nigripes)                                                                 |
|  |                                                                                              |
|  | Лісовий кіт (F. silvestris)                                                                  |
|  |                                                                                              |
|  | Барханний кіт (F. margarita)                                                                 |
|  |                                                                                              |

|  | Лісовий кіт (F. silvestris)  |
|  |                              |
|  | Барханний кіт (F. margarita) |
|  |                              |

|  | \| \| Бенгальський кіт (P. bengalensis) \| \| \| \| \| \| Кіт-рибалка (P. viverrinus) \| \| \| \| |
|  |                                                                                                   |
|  | Суматранський кіт (P. planiceps)                                                                  |
|  |                                                                                                   |
|  | Бенгальський кіт (P. bengalensis)                                                                 |
|  |                                                                                                   |
|  | Кіт-рибалка (P. viverrinus)                                                                       |
|  |                                                                                                   |

|  | Бенгальський кіт (P. bengalensis) |
|  |                                   |
|  | Кіт-рибалка (P. viverrinus)       |
|  |                                   |

|  | \| \| Бенгальський кіт (P. bengalensis) \| \| \| \| \| \| Кіт-рибалка (P. viverrinus) \| \| \| \| |
|  |                                                                                                   |
|  | Суматранський кіт (P. planiceps)                                                                  |
|  |                                                                                                   |
|  | Бенгальський кіт (P. bengalensis)                                                                 |
|  |                                                                                                   |
|  | Кіт-рибалка (P. viverrinus)                                                                       |
|  |                                                                                                   |

|  | Бенгальський кіт (P. bengalensis) |
|  |                                   |
|  | Кіт-рибалка (P. viverrinus)       |
|  |                                   |

|  | \| \| Лісовий кіт (F. silvestris) \| \| \| \| \| \| Барханний кіт (F. margarita) \| \| \| \| |
|  |                                                                                              |
|  | Чорноногий кіт (F. nigripes)                                                                 |
|  |                                                                                              |
|  | Лісовий кіт (F. silvestris)                                                                  |
|  |                                                                                              |
|  | Барханний кіт (F. margarita)                                                                 |
|  |                                                                                              |

|  | Лісовий кіт (F. silvestris)  |
|  |                              |
|  | Барханний кіт (F. margarita) |
|  |                              |

|  | \| \| Лісовий кіт (F. silvestris) \| \| \| \| \| \| Барханний кіт (F. margarita) \| \| \| \| |
|  |                                                                                              |
|  | Чорноногий кіт (F. nigripes)                                                                 |
|  |                                                                                              |
|  | Лісовий кіт (F. silvestris)                                                                  |
|  |                                                                                              |
|  | Барханний кіт (F. margarita)                                                                 |
|  |                                                                                              |

|  | Лісовий кіт (F. silvestris)  |
|  |                              |
|  | Барханний кіт (F. margarita) |
|  |                              |

|  | \| \| Лісовий кіт (F. silvestris) \| \| \| \| \| \| Барханний кіт (F. margarita) \| \| \| \| |
|  |                                                                                              |
|  | Чорноногий кіт (F. nigripes)                                                                 |
|  |                                                                                              |
|  | Лісовий кіт (F. silvestris)                                                                  |
|  |                                                                                              |
|  | Барханний кіт (F. margarita)                                                                 |
|  |                                                                                              |

|  | Лісовий кіт (F. silvestris)  |
|  |                              |
|  | Барханний кіт (F. margarita) |
|  |                              |

|  | \| \| Лісовий кіт (F. silvestris) \| \| \| \| \| \| Барханний кіт (F. margarita) \| \| \| \| |
|  |                                                                                              |
|  | Чорноногий кіт (F. nigripes)                                                                 |
|  |                                                                                              |
|  | Лісовий кіт (F. silvestris)                                                                  |
|  |                                                                                              |
|  | Барханний кіт (F. margarita)                                                                 |
|  |                                                                                              |

|  | Лісовий кіт (F. silvestris)  |
|  |                              |
|  | Барханний кіт (F. margarita) |
|  |                              |

|  | \| \| Лісовий кіт (F. silvestris) \| \| \| \| \| \| Барханний кіт (F. margarita) \| \| \| \| |
|  |                                                                                              |
|  | Чорноногий кіт (F. nigripes)                                                                 |
|  |                                                                                              |
|  | Лісовий кіт (F. silvestris)                                                                  |
|  |                                                                                              |
|  | Барханний кіт (F. margarita)                                                                 |
|  |                                                                                              |

|  | Лісовий кіт (F. silvestris)  |
|  |                              |
|  | Барханний кіт (F. margarita) |
|  |                              |

|  | \| \| Лісовий кіт (F. silvestris) \| \| \| \| \| \| Барханний кіт (F. margarita) \| \| \| \| |
|  |                                                                                              |
|  | Чорноногий кіт (F. nigripes)                                                                 |
|  |                                                                                              |
|  | Лісовий кіт (F. silvestris)                                                                  |
|  |                                                                                              |
|  | Барханний кіт (F. margarita)                                                                 |
|  |                                                                                              |

|  | Лісовий кіт (F. silvestris)  |
|  |                              |
|  | Барханний кіт (F. margarita) |
|  |                              |

|  | \| \| Лісовий кіт (F. silvestris) \| \| \| \| \| \| Барханний кіт (F. margarita) \| \| \| \| |
|  |                                                                                              |
|  | Чорноногий кіт (F. nigripes)                                                                 |
|  |                                                                                              |
|  | Лісовий кіт (F. silvestris)                                                                  |
|  |                                                                                              |
|  | Барханний кіт (F. margarita)                                                                 |
|  |                                                                                              |

|  | Лісовий кіт (F. silvestris)  |
|  |                              |
|  | Барханний кіт (F. margarita) |
|  |                              |

|  | \| \| Лісовий кіт (F. silvestris) \| \| \| \| \| \| Барханний кіт (F. margarita) \| \| \| \| |
|  |                                                                                              |
|  | Чорноногий кіт (F. nigripes)                                                                 |
|  |                                                                                              |
|  | Лісовий кіт (F. silvestris)                                                                  |
|  |                                                                                              |
|  | Барханний кіт (F. margarita)                                                                 |
|  |                                                                                              |

|  | Лісовий кіт (F. silvestris)  |
|  |                              |
|  | Барханний кіт (F. margarita) |
|  |                              |

|  | \| \| Бенгальський кіт (P. bengalensis) \| \| \| \| \| \| Кіт-рибалка (P. viverrinus) \| \| \| \| |
|  |                                                                                                   |
|  | Суматранський кіт (P. planiceps)                                                                  |
|  |                                                                                                   |
|  | Бенгальський кіт (P. bengalensis)                                                                 |
|  |                                                                                                   |
|  | Кіт-рибалка (P. viverrinus)                                                                       |
|  |                                                                                                   |

|  | Бенгальський кіт (P. bengalensis) |
|  |                                   |
|  | Кіт-рибалка (P. viverrinus)       |
|  |                                   |

|  | \| \| Бенгальський кіт (P. bengalensis) \| \| \| \| \| \| Кіт-рибалка (P. viverrinus) \| \| \| \| |
|  |                                                                                                   |
|  | Суматранський кіт (P. planiceps)                                                                  |
|  |                                                                                                   |
|  | Бенгальський кіт (P. bengalensis)                                                                 |
|  |                                                                                                   |
|  | Кіт-рибалка (P. viverrinus)                                                                       |
|  |                                                                                                   |

|  | Бенгальський кіт (P. bengalensis) |
|  |                                   |
|  | Кіт-рибалка (P. viverrinus)       |
|  |                                   |

|  | \| \| Лісовий кіт (F. silvestris) \| \| \| \| \| \| Барханний кіт (F. margarita) \| \| \| \| |
|  |                                                                                              |
|  | Чорноногий кіт (F. nigripes)                                                                 |
|  |                                                                                              |
|  | Лісовий кіт (F. silvestris)                                                                  |
|  |                                                                                              |
|  | Барханний кіт (F. margarita)                                                                 |
|  |                                                                                              |

|  | Лісовий кіт (F. silvestris)  |
|  |                              |
|  | Барханний кіт (F. margarita) |
|  |                              |

|  | \| \| Лісовий кіт (F. silvestris) \| \| \| \| \| \| Барханний кіт (F. margarita) \| \| \| \| |
|  |                                                                                              |
|  | Чорноногий кіт (F. nigripes)                                                                 |
|  |                                                                                              |
|  | Лісовий кіт (F. silvestris)                                                                  |
|  |                                                                                              |
|  | Барханний кіт (F. margarita)                                                                 |
|  |                                                                                              |

|  | Лісовий кіт (F. silvestris)  |
|  |                              |
|  | Барханний кіт (F. margarita) |
|  |                              |

|  | \| \| Лісовий кіт (F. silvestris) \| \| \| \| \| \| Барханний кіт (F. margarita) \| \| \| \| |
|  |                                                                                              |
|  | Чорноногий кіт (F. nigripes)                                                                 |
|  |                                                                                              |
|  | Лісовий кіт (F. silvestris)                                                                  |
|  |                                                                                              |
|  | Барханний кіт (F. margarita)                                                                 |
|  |                                                                                              |

|  | Лісовий кіт (F. silvestris)  |
|  |                              |
|  | Барханний кіт (F. margarita) |
|  |                              |

|  | \| \| Лісовий кіт (F. silvestris) \| \| \| \| \| \| Барханний кіт (F. margarita) \| \| \| \| |
|  |                                                                                              |
|  | Чорноногий кіт (F. nigripes)                                                                 |
|  |                                                                                              |
|  | Лісовий кіт (F. silvestris)                                                                  |
|  |                                                                                              |
|  | Барханний кіт (F. margarita)                                                                 |
|  |                                                                                              |

|  | Лісовий кіт (F. silvestris)  |
|  |                              |
|  | Барханний кіт (F. margarita) |
|  |                              |

|  | \| \| Лісовий кіт (F. silvestris) \| \| \| \| \| \| Барханний кіт (F. margarita) \| \| \| \| |
|  |                                                                                              |
|  | Чорноногий кіт (F. nigripes)                                                                 |
|  |                                                                                              |
|  | Лісовий кіт (F. silvestris)                                                                  |
|  |                                                                                              |
|  | Барханний кіт (F. margarita)                                                                 |
|  |                                                                                              |

|  | Лісовий кіт (F. silvestris)  |
|  |                              |
|  | Барханний кіт (F. margarita) |
|  |                              |

|  | \| \| Лісовий кіт (F. silvestris) \| \| \| \| \| \| Барханний кіт (F. margarita) \| \| \| \| |
|  |                                                                                              |
|  | Чорноногий кіт (F. nigripes)                                                                 |
|  |                                                                                              |
|  | Лісовий кіт (F. silvestris)                                                                  |
|  |                                                                                              |
|  | Барханний кіт (F. margarita)                                                                 |
|  |                                                                                              |

|  | Лісовий кіт (F. silvestris)  |
|  |                              |
|  | Барханний кіт (F. margarita) |
|  |                              |

|  | \| \| Лісовий кіт (F. silvestris) \| \| \| \| \| \| Барханний кіт (F. margarita) \| \| \| \| |
|  |                                                                                              |
|  | Чорноногий кіт (F. nigripes)                                                                 |
|  |                                                                                              |
|  | Лісовий кіт (F. silvestris)                                                                  |
|  |                                                                                              |
|  | Барханний кіт (F. margarita)                                                                 |
|  |                                                                                              |

|  | Лісовий кіт (F. silvestris)  |
|  |                              |
|  | Барханний кіт (F. margarita) |
|  |                              |

|  | \| \| Лісовий кіт (F. silvestris) \| \| \| \| \| \| Барханний кіт (F. margarita) \| \| \| \| |
|  |                                                                                              |
|  | Чорноногий кіт (F. nigripes)                                                                 |
|  |                                                                                              |
|  | Лісовий кіт (F. silvestris)                                                                  |
|  |                                                                                              |
|  | Барханний кіт (F. margarita)                                                                 |
|  |                                                                                              |

|  | Лісовий кіт (F. silvestris)  |
|  |                              |
|  | Барханний кіт (F. margarita) |
|  |                              |

|  | \| \| Бенгальський кіт (P. bengalensis) \| \| \| \| \| \| Кіт-рибалка (P. viverrinus) \| \| \| \| |
|  |                                                                                                   |
|  | Суматранський кіт (P. planiceps)                                                                  |
|  |                                                                                                   |
|  | Бенгальський кіт (P. bengalensis)                                                                 |
|  |                                                                                                   |
|  | Кіт-рибалка (P. viverrinus)                                                                       |
|  |                                                                                                   |

|  | Бенгальський кіт (P. bengalensis) |
|  |                                   |
|  | Кіт-рибалка (P. viverrinus)       |
|  |                                   |

|  | \| \| Бенгальський кіт (P. bengalensis) \| \| \| \| \| \| Кіт-рибалка (P. viverrinus) \| \| \| \| |
|  |                                                                                                   |
|  | Суматранський кіт (P. planiceps)                                                                  |
|  |                                                                                                   |
|  | Бенгальський кіт (P. bengalensis)                                                                 |
|  |                                                                                                   |
|  | Кіт-рибалка (P. viverrinus)                                                                       |
|  |                                                                                                   |

|  | Бенгальський кіт (P. bengalensis) |
|  |                                   |
|  | Кіт-рибалка (P. viverrinus)       |
|  |                                   |

|  | \| \| Лісовий кіт (F. silvestris) \| \| \| \| \| \| Барханний кіт (F. margarita) \| \| \| \| |
|  |                                                                                              |
|  | Чорноногий кіт (F. nigripes)                                                                 |
|  |                                                                                              |
|  | Лісовий кіт (F. silvestris)                                                                  |
|  |                                                                                              |
|  | Барханний кіт (F. margarita)                                                                 |
|  |                                                                                              |

|  | Лісовий кіт (F. silvestris)  |
|  |                              |
|  | Барханний кіт (F. margarita) |
|  |                              |

|  | \| \| Лісовий кіт (F. silvestris) \| \| \| \| \| \| Барханний кіт (F. margarita) \| \| \| \| |
|  |                                                                                              |
|  | Чорноногий кіт (F. nigripes)                                                                 |
|  |                                                                                              |
|  | Лісовий кіт (F. silvestris)                                                                  |
|  |                                                                                              |
|  | Барханний кіт (F. margarita)                                                                 |
|  |                                                                                              |

|  | Лісовий кіт (F. silvestris)  |
|  |                              |
|  | Барханний кіт (F. margarita) |
|  |                              |

|  | \| \| Лісовий кіт (F. silvestris) \| \| \| \| \| \| Барханний кіт (F. margarita) \| \| \| \| |
|  |                                                                                              |
|  | Чорноногий кіт (F. nigripes)                                                                 |
|  |                                                                                              |
|  | Лісовий кіт (F. silvestris)                                                                  |
|  |                                                                                              |
|  | Барханний кіт (F. margarita)                                                                 |
|  |                                                                                              |

|  | Лісовий кіт (F. silvestris)  |
|  |                              |
|  | Барханний кіт (F. margarita) |
|  |                              |

|  | \| \| Лісовий кіт (F. silvestris) \| \| \| \| \| \| Барханний кіт (F. margarita) \| \| \| \| |
|  |                                                                                              |
|  | Чорноногий кіт (F. nigripes)                                                                 |
|  |                                                                                              |
|  | Лісовий кіт (F. silvestris)                                                                  |
|  |                                                                                              |
|  | Барханний кіт (F. margarita)                                                                 |
|  |                                                                                              |

|  | Лісовий кіт (F. silvestris)  |
|  |                              |
|  | Барханний кіт (F. margarita) |
|  |                              |

|  | \| \| Лісовий кіт (F. silvestris) \| \| \| \| \| \| Барханний кіт (F. margarita) \| \| \| \| |
|  |                                                                                              |
|  | Чорноногий кіт (F. nigripes)                                                                 |
|  |                                                                                              |
|  | Лісовий кіт (F. silvestris)                                                                  |
|  |                                                                                              |
|  | Барханний кіт (F. margarita)                                                                 |
|  |                                                                                              |

|  | Лісовий кіт (F. silvestris)  |
|  |                              |
|  | Барханний кіт (F. margarita) |
|  |                              |

|  | \| \| Лісовий кіт (F. silvestris) \| \| \| \| \| \| Барханний кіт (F. margarita) \| \| \| \| |
|  |                                                                                              |
|  | Чорноногий кіт (F. nigripes)                                                                 |
|  |                                                                                              |
|  | Лісовий кіт (F. silvestris)                                                                  |
|  |                                                                                              |
|  | Барханний кіт (F. margarita)                                                                 |
|  |                                                                                              |

|  | Лісовий кіт (F. silvestris)  |
|  |                              |
|  | Барханний кіт (F. margarita) |
|  |                              |

|  | \| \| Лісовий кіт (F. silvestris) \| \| \| \| \| \| Барханний кіт (F. margarita) \| \| \| \| |
|  |                                                                                              |
|  | Чорноногий кіт (F. nigripes)                                                                 |
|  |                                                                                              |
|  | Лісовий кіт (F. silvestris)                                                                  |
|  |                                                                                              |
|  | Барханний кіт (F. margarita)                                                                 |
|  |                                                                                              |

|  | Лісовий кіт (F. silvestris)  |
|  |                              |
|  | Барханний кіт (F. margarita) |
|  |                              |

|  | \| \| Лісовий кіт (F. silvestris) \| \| \| \| \| \| Барханний кіт (F. margarita) \| \| \| \| |
|  |                                                                                              |
|  | Чорноногий кіт (F. nigripes)                                                                 |
|  |                                                                                              |
|  | Лісовий кіт (F. silvestris)                                                                  |
|  |                                                                                              |
|  | Барханний кіт (F. margarita)                                                                 |
|  |                                                                                              |

|  | Лісовий кіт (F. silvestris)  |
|  |                              |
|  | Барханний кіт (F. margarita) |
|  |                              |

|  | \| \| Бенгальський кіт (P. bengalensis) \| \| \| \| \| \| Кіт-рибалка (P. viverrinus) \| \| \| \| |
|  |                                                                                                   |
|  | Суматранський кіт (P. planiceps)                                                                  |
|  |                                                                                                   |
|  | Бенгальський кіт (P. bengalensis)                                                                 |
|  |                                                                                                   |
|  | Кіт-рибалка (P. viverrinus)                                                                       |
|  |                                                                                                   |

|  | Бенгальський кіт (P. bengalensis) |
|  |                                   |
|  | Кіт-рибалка (P. viverrinus)       |
|  |                                   |

|  | \| \| Бенгальський кіт (P. bengalensis) \| \| \| \| \| \| Кіт-рибалка (P. viverrinus) \| \| \| \| |
|  |                                                                                                   |
|  | Суматранський кіт (P. planiceps)                                                                  |
|  |                                                                                                   |
|  | Бенгальський кіт (P. bengalensis)                                                                 |
|  |                                                                                                   |
|  | Кіт-рибалка (P. viverrinus)                                                                       |
|  |                                                                                                   |

|  | Бенгальський кіт (P. bengalensis) |
|  |                                   |
|  | Кіт-рибалка (P. viverrinus)       |
|  |                                   |

## Манул у культурі

#### Нумізматика та філателія
Манулам присвячена серія з 12 марок пошти Таджикистану, яка була випущена в 1996 році під знаком Всесвітнього фонду дикої природи, а також декілька окремих марок таджицької пошти. Поштові марки з манулами випускали й інші держави, на території яких мешкають манули — Азербайджані, Монголії, Киргизстані. Попри те, що манул не водиться ні в Європі, ні в Африці, він потрапив на випуски марок ООН і Беніну, присвячених рідкісним видам тварин.

Манул на поштових марках
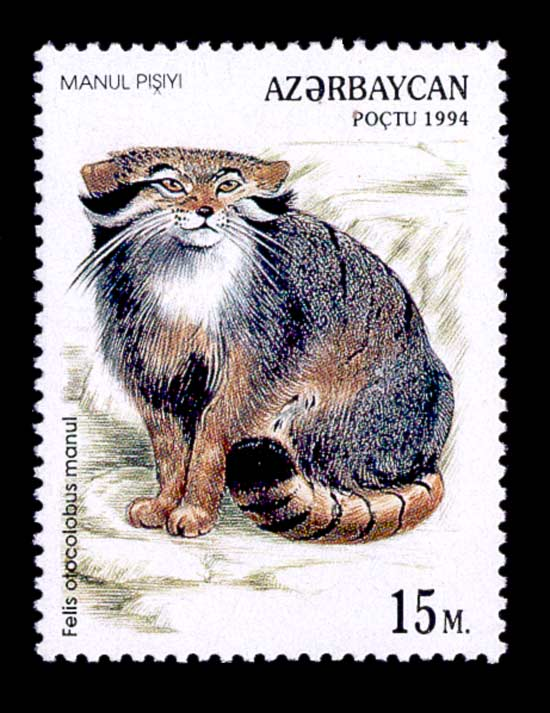
Азербайджан (1994)
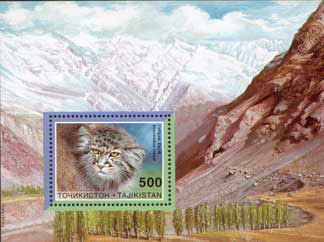
Таджикистан(1996)
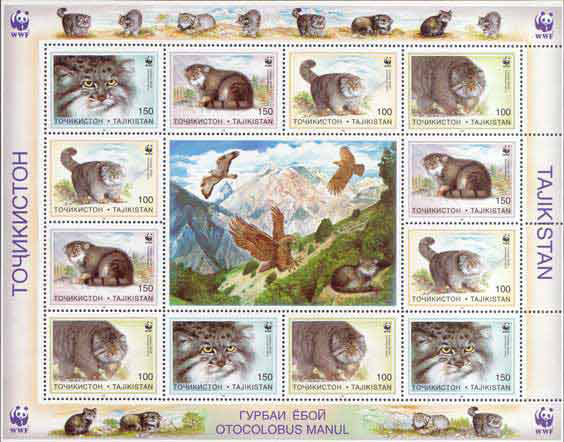
Таджикистан (1996)
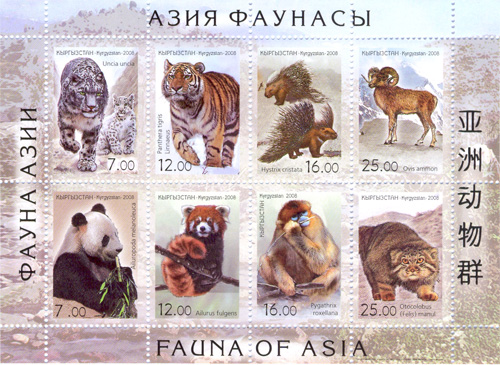
Киргизстан (2008)
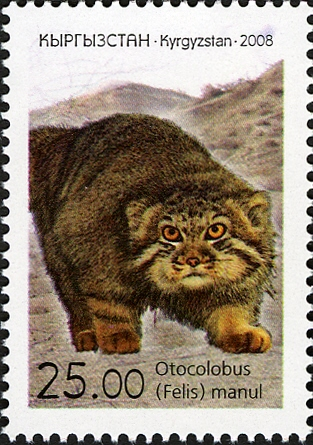
Киргизстан (2008)
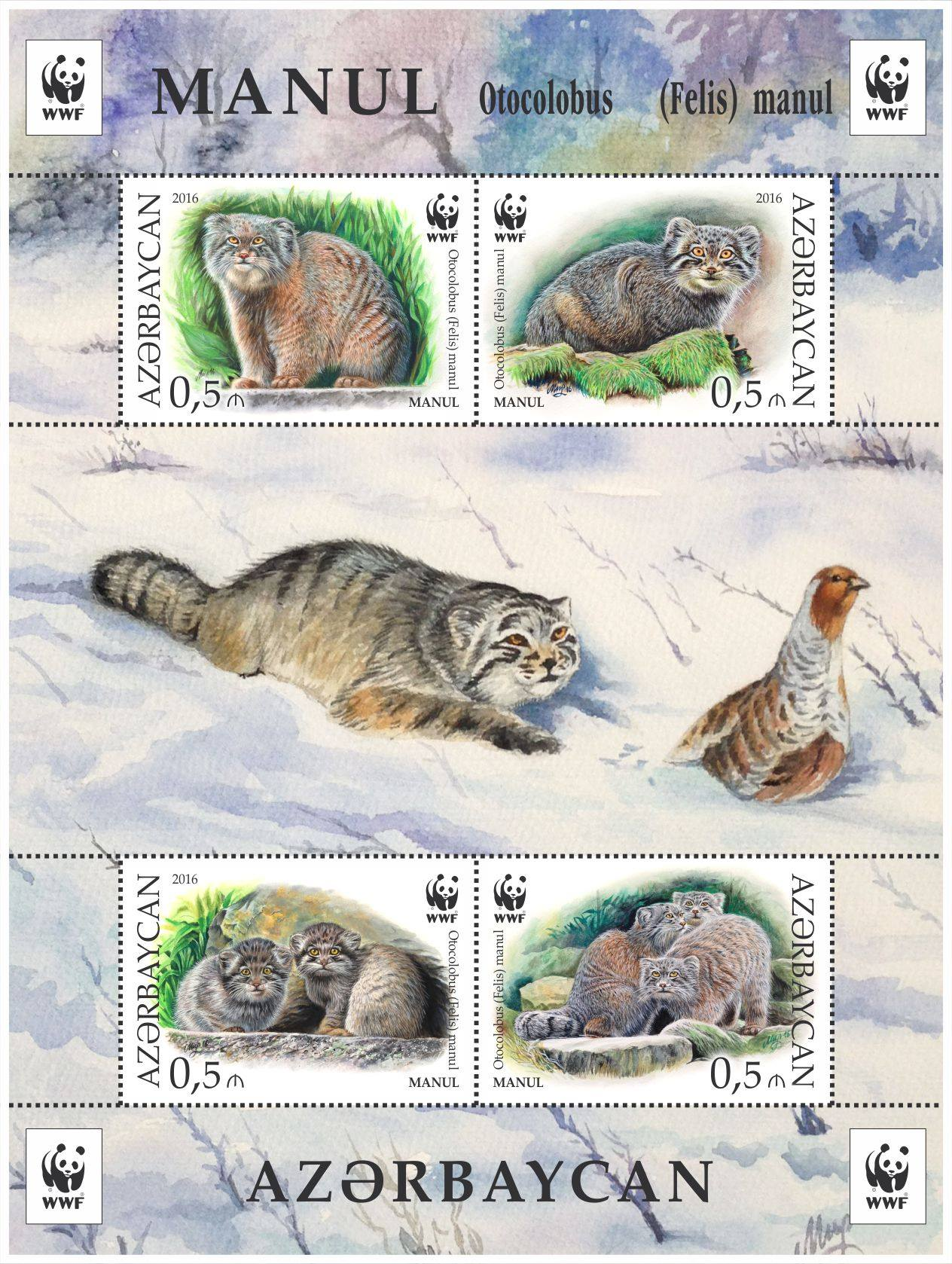
Азербайджан (2016)

У 1996 році в Туркменістані була випущена пам'ятна срібна монета номіналом 500 манатів із зображенням манула. Монета вийшла в серії, присвяченій рідкісним і зникомим видам тварин.
У 2016 році Банк Росії випустив срібну монету номіналом 2 рублі з серії «Червона книга», яка присвячена манулу.

### Інтернет-мем
Восени 2008 року манули отримали популярність у мережі як інтернет-мем. Зазвичай у глядачів морда манула викликає асоціації з образою, загрозою і подивом. Манули дуже схожі на уподобаних людьми домашніх кішок, відрізняються підвищеною пухнастістю й незалежним характером. Вважається, що саме за ці якості манули полюбилися інтернет-аудиторії.

## Галерея

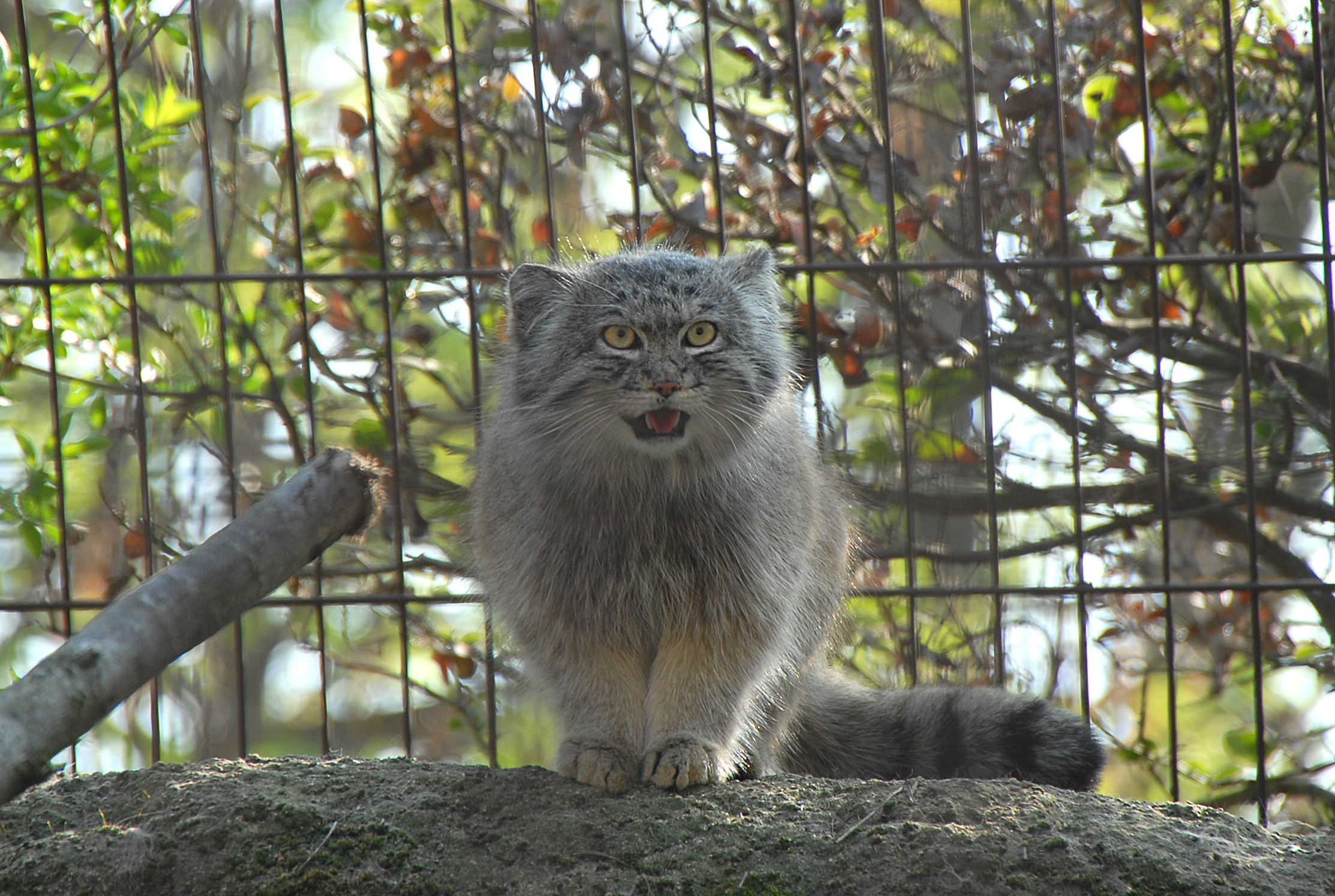
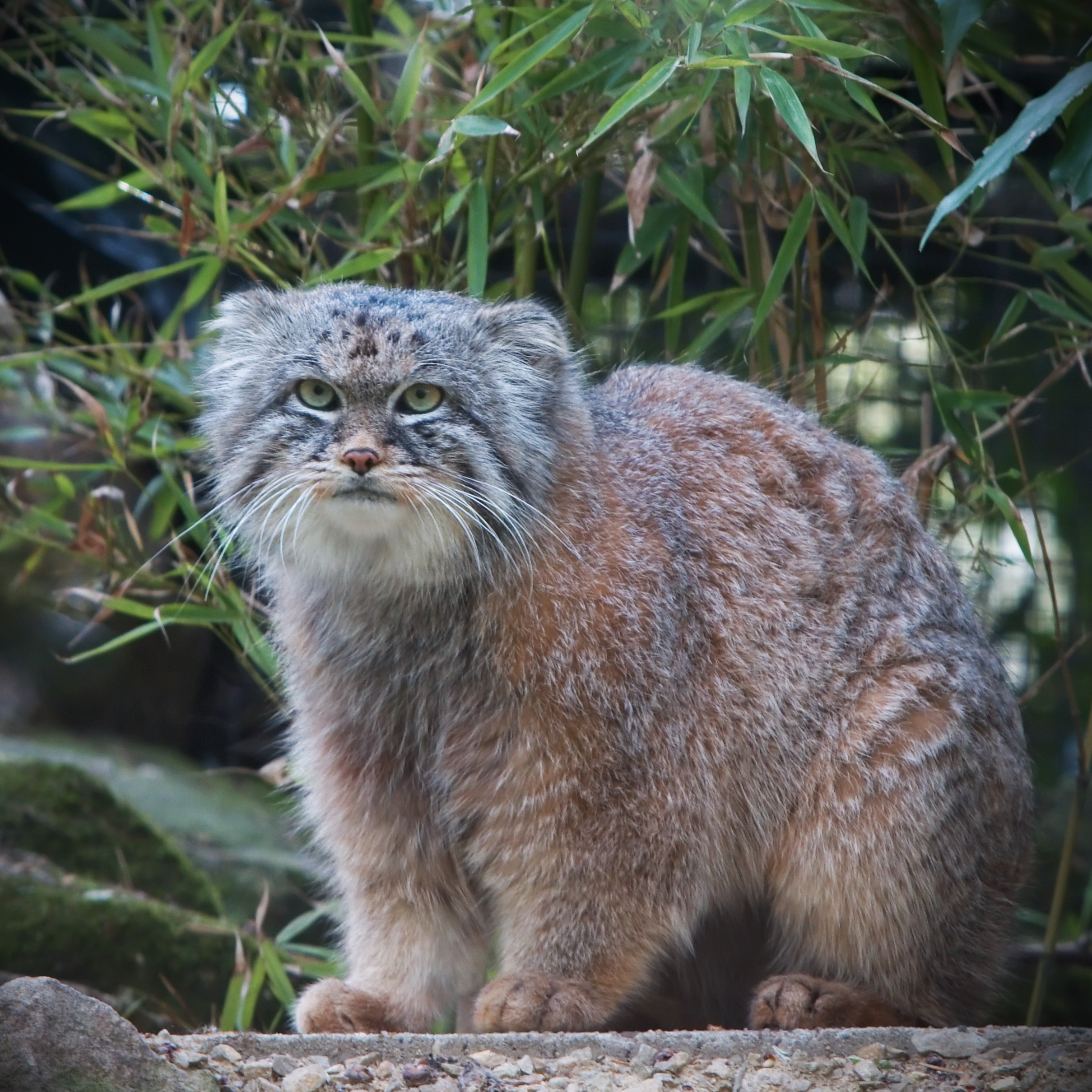
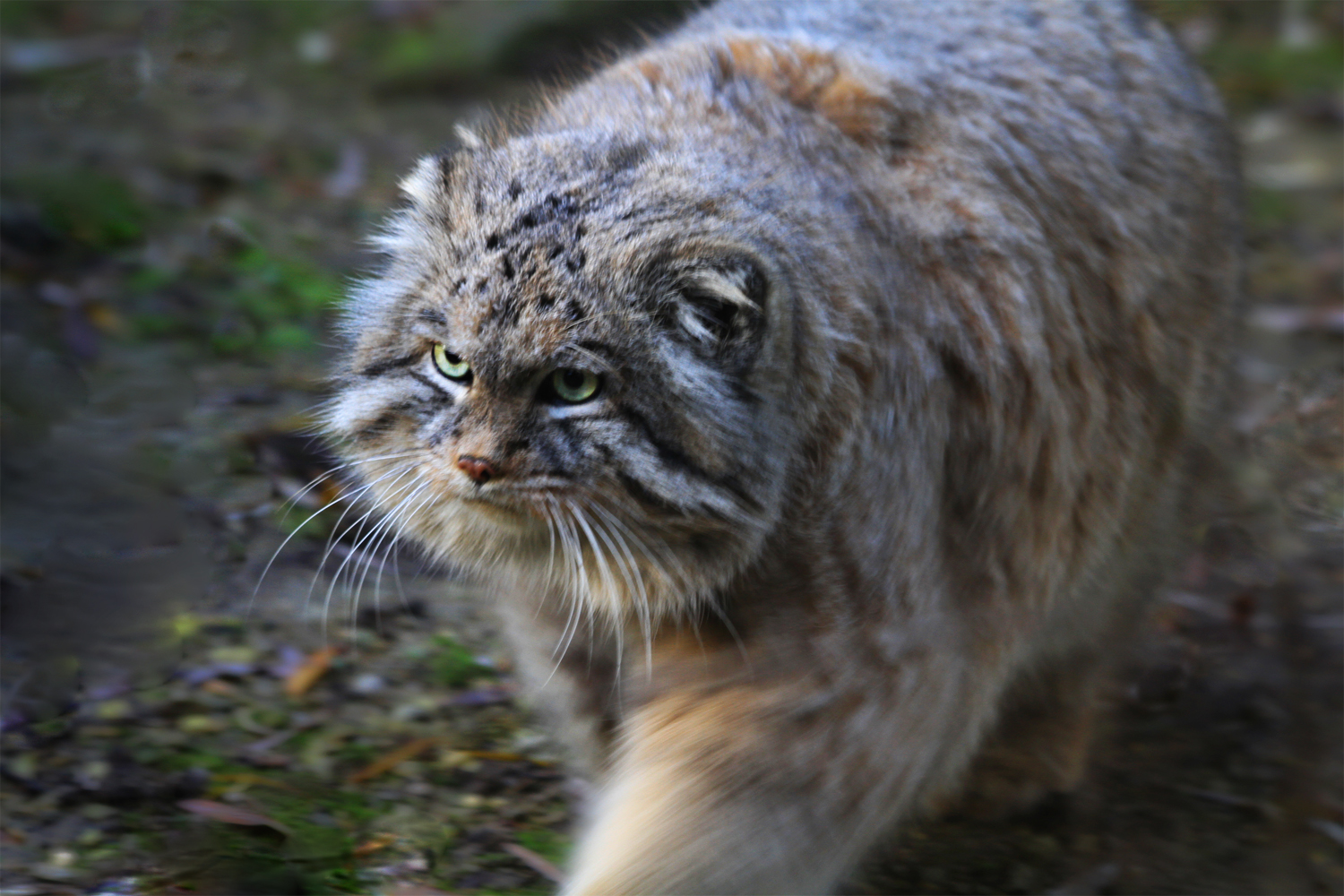
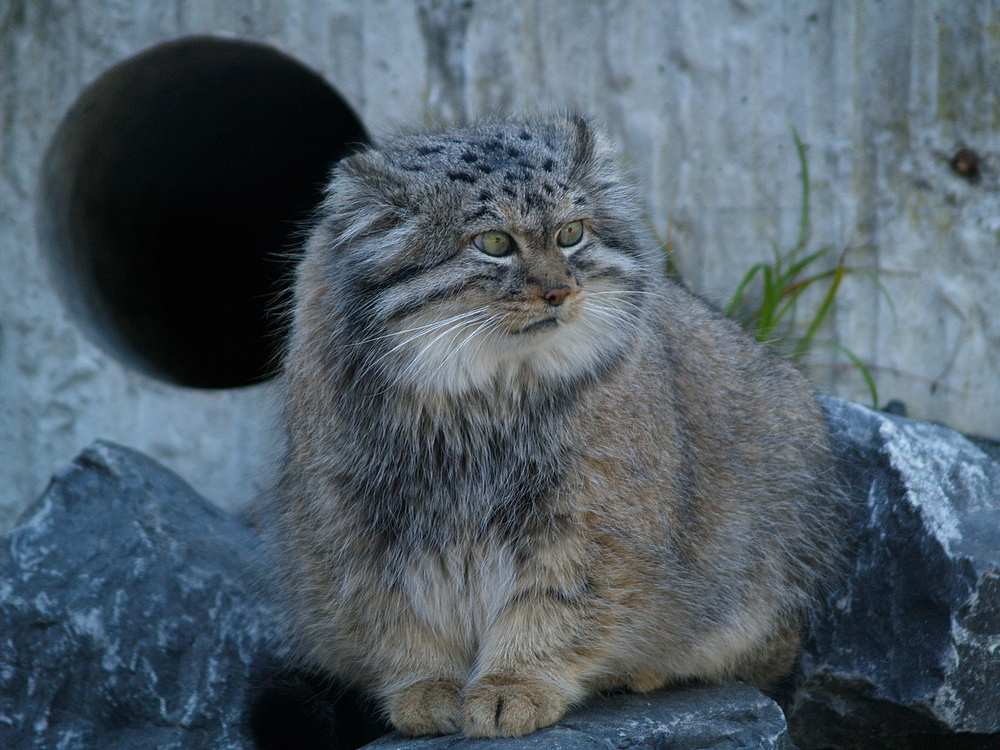
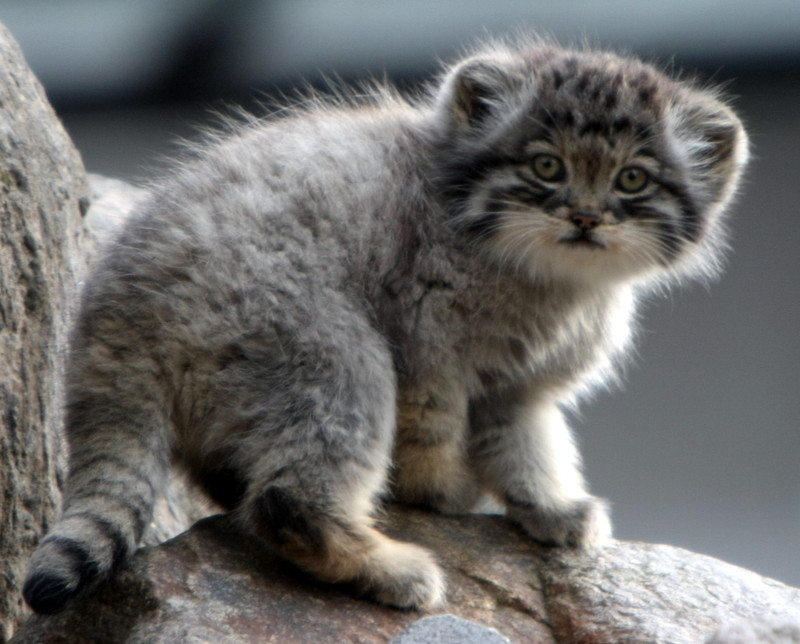
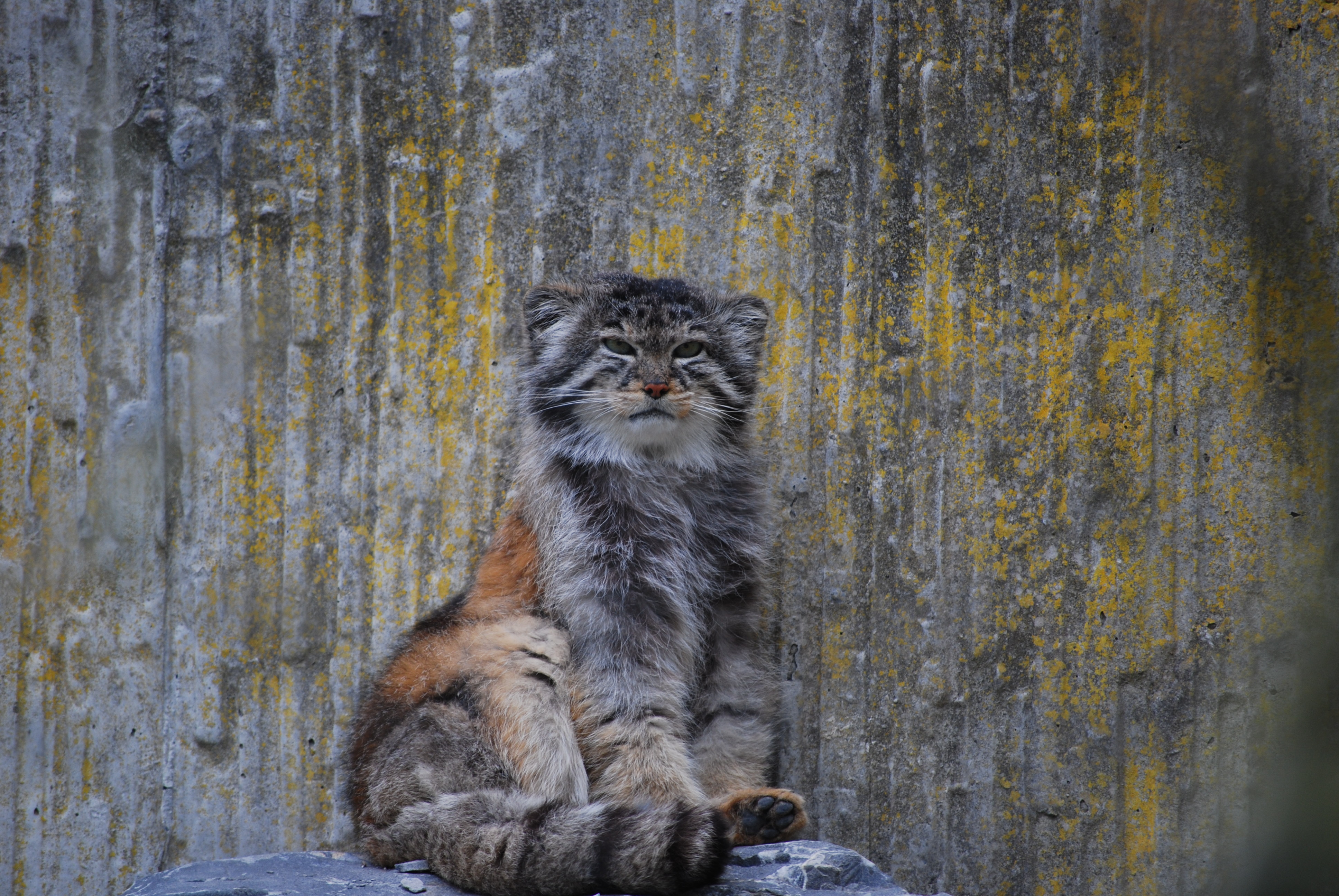
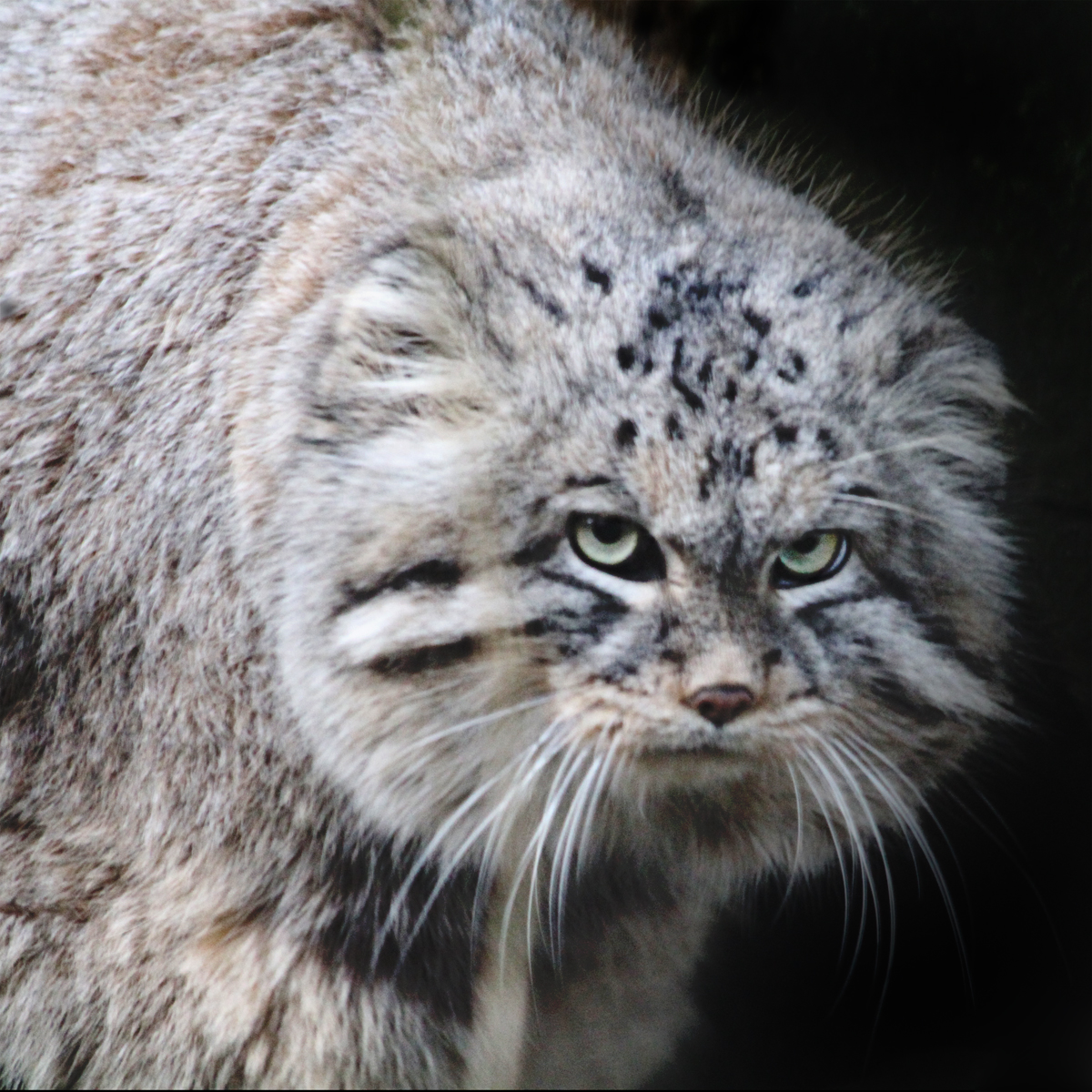
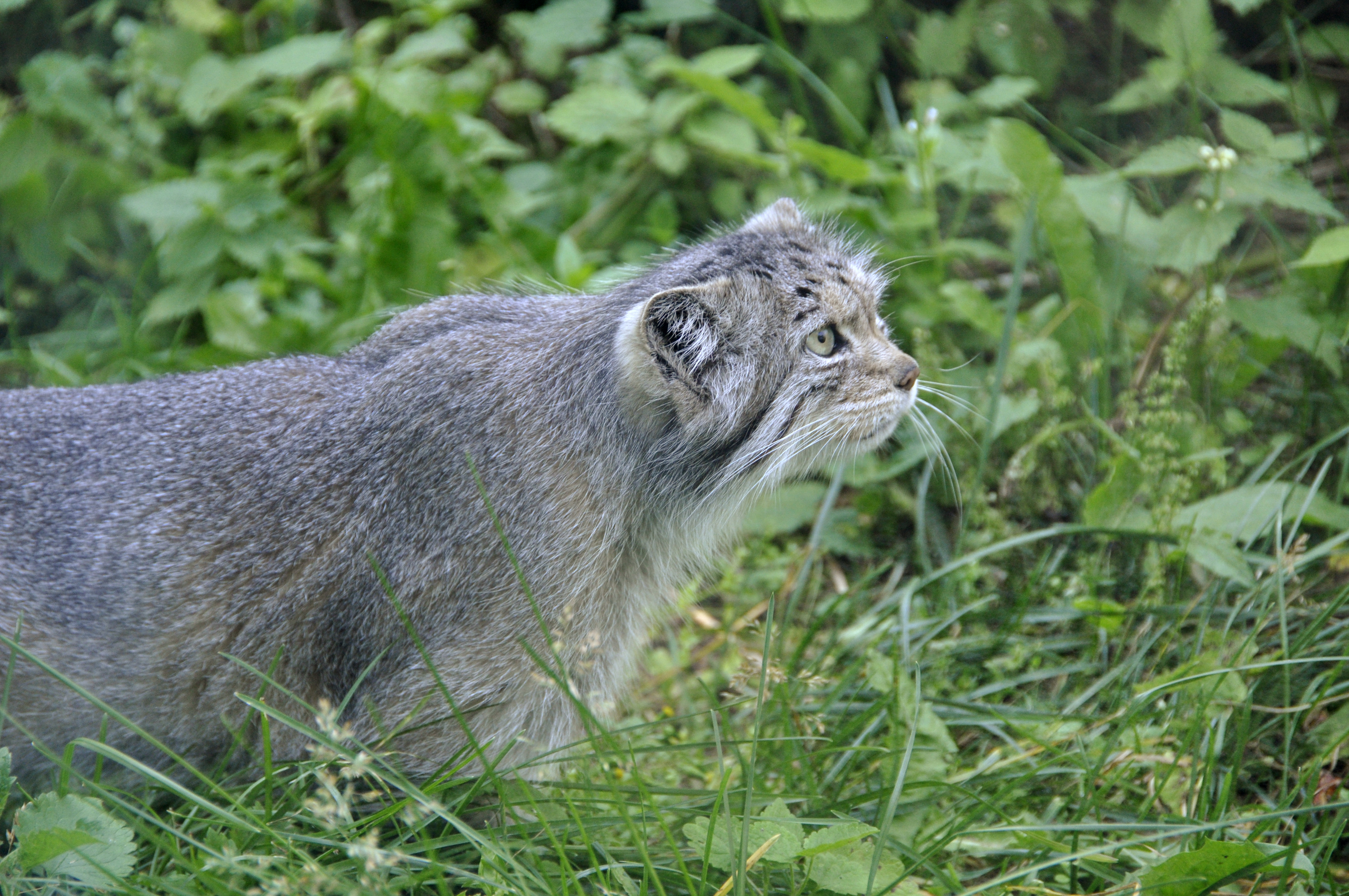
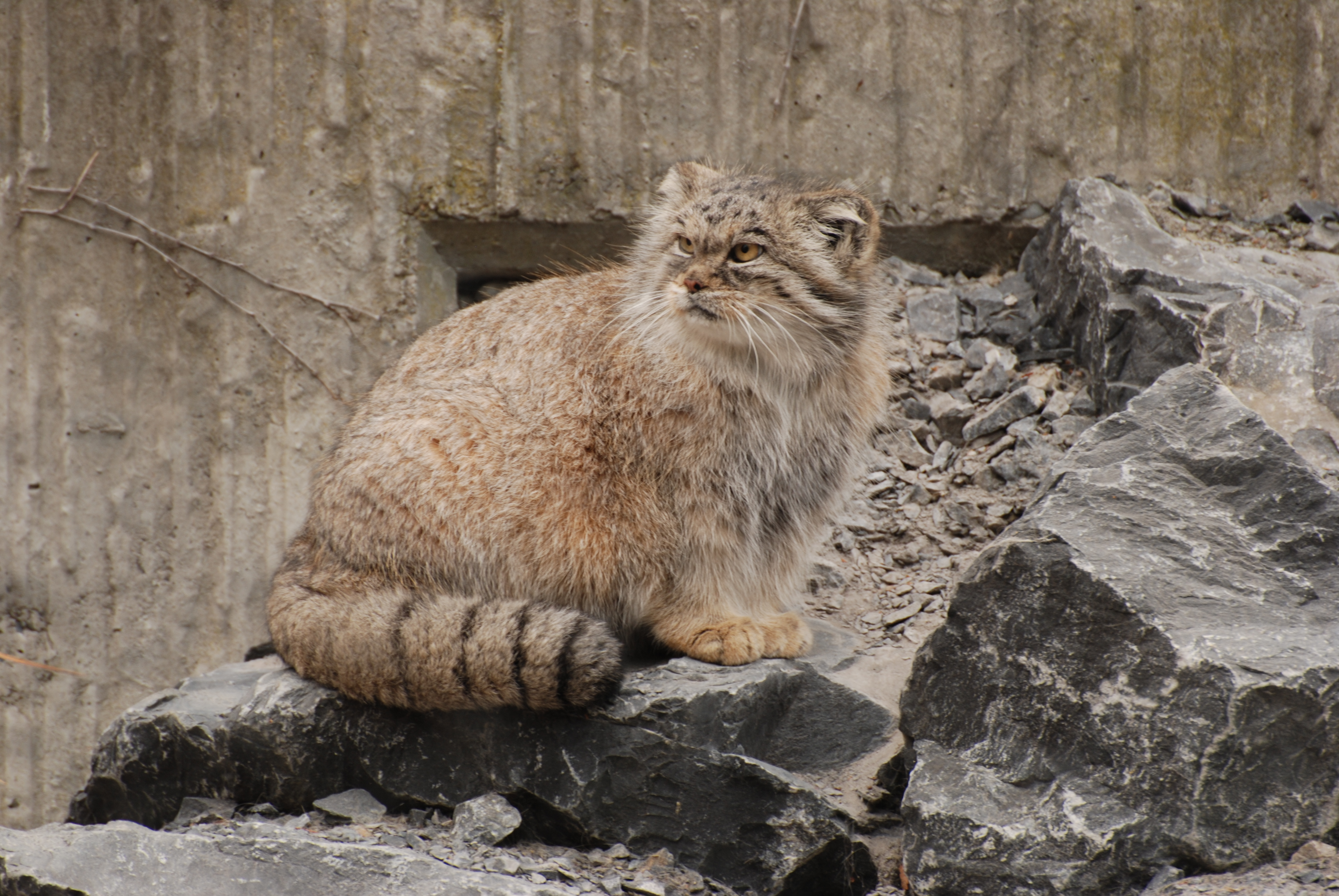
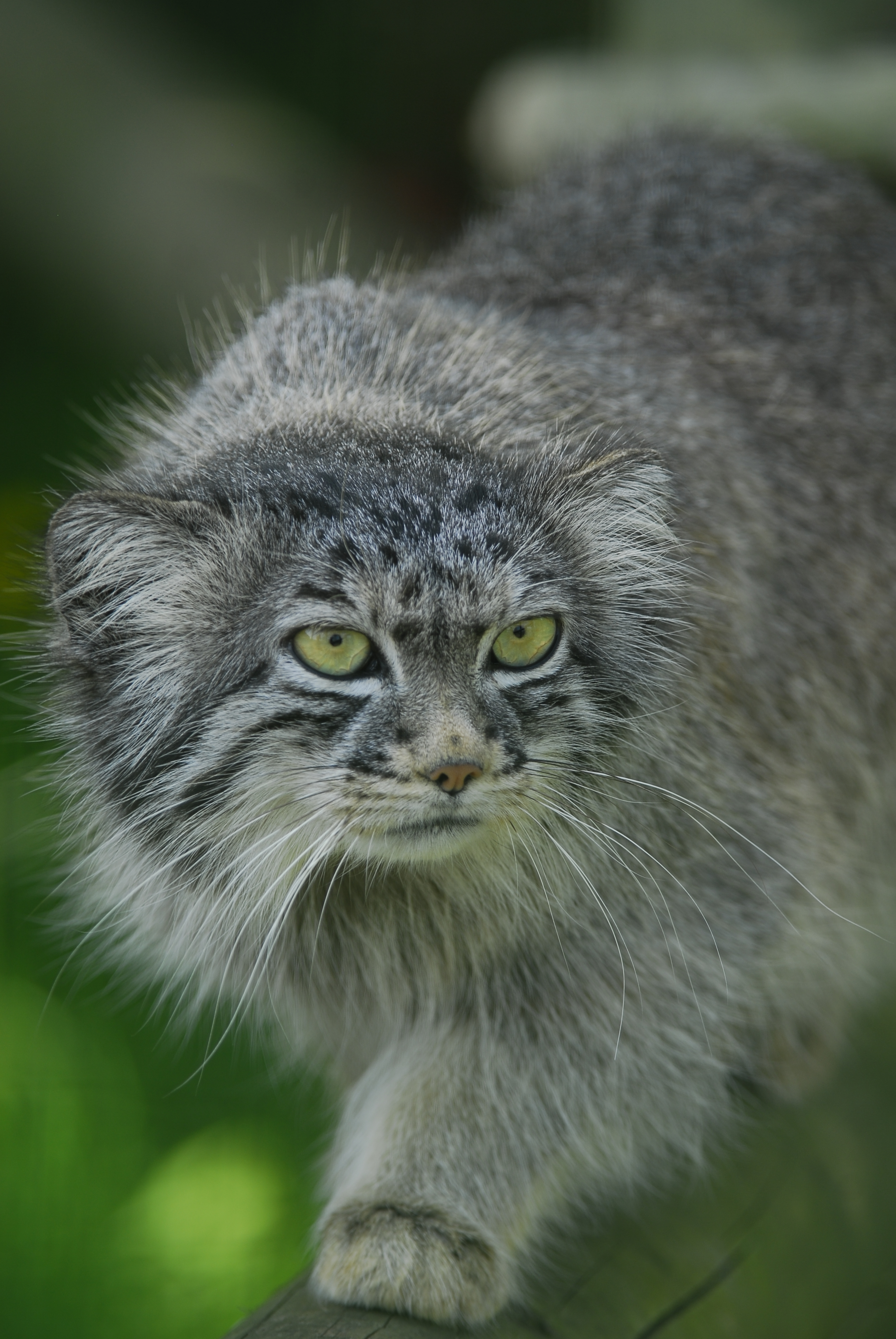
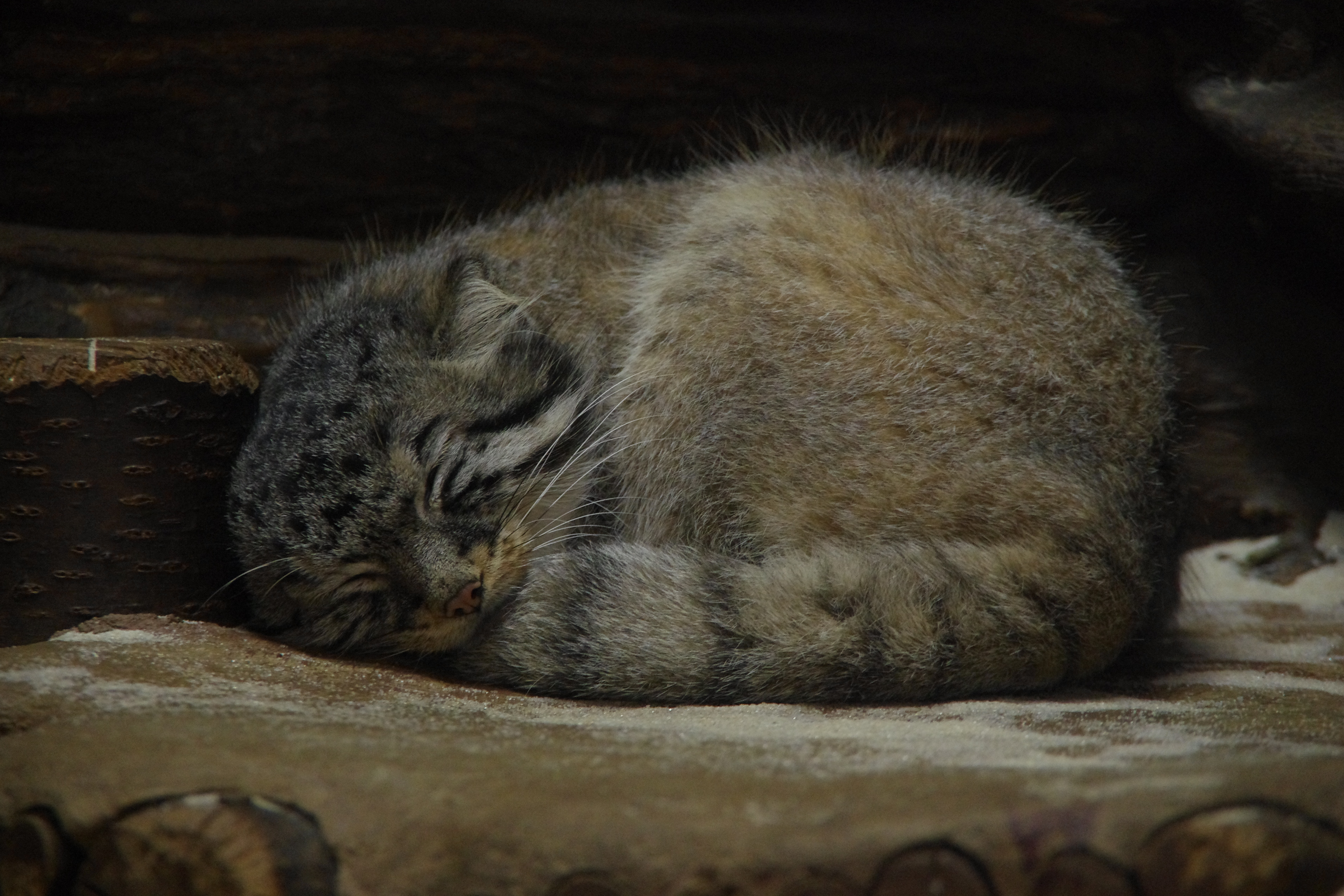
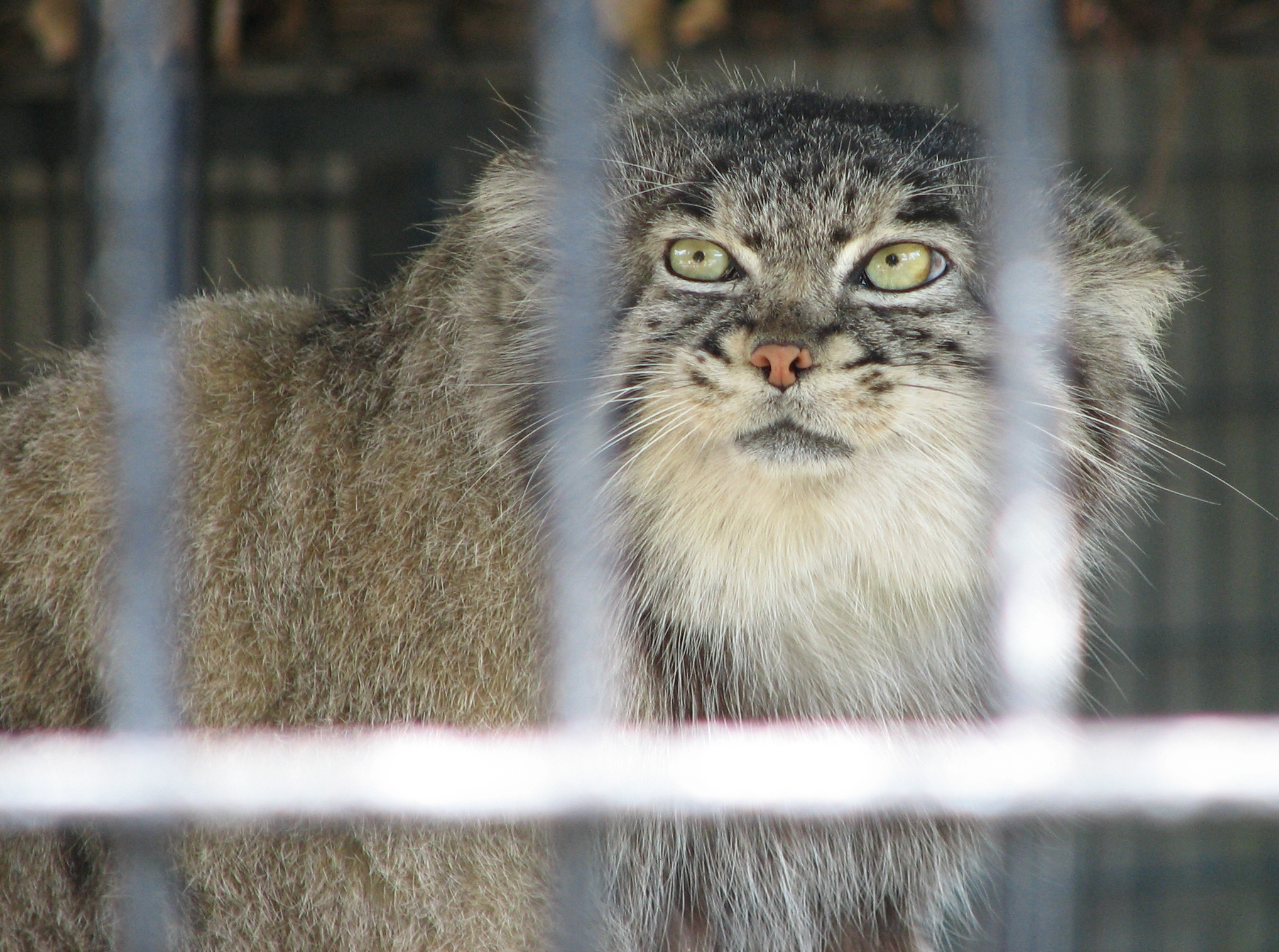

## Виноски